# Deinonychus
Deinonychus is een geslacht van uitgestorven vleesetende theropode dinosauriërs, behorend tot de Eumaniraptora, dat tijdens het Vroeg-Krijt leefde in het gebied van het huidige Noord-Amerika.
De eerste fossielen van Deinonychus werden in 1931 ontdekt door Barnum Brown maar zijn daarna weer snel vergeten. Pas na nieuwe vondsten uit 1964 door John Ostrom kreeg het dier zijn naam, die 'verschrikkelijke klauw' betekent, toen de typesoort Deinonychus antirrhopus door hem in 1969 benoemd werd. Van Deinonychus zijn veel losse botten gevonden maar nooit bijna volledige skeletten. Daardoor ontstonden er in het begin veel misverstanden over zijn bouw. Later zouden de meeste daarvan opgehelderd worden maar nog steeds zijn bepaalde details onduidelijk.
Deinonychus behoort tot de groep van de Dromaeosauridae die nauw verwant is aan de vogels. Deinonychus zelf had veel van een vogel weg. Hij liep op zijn achterpoten, was warmbloedig en had een verenkleed. Aan zijn lange armen zaten lange veren zodat een soort vleugels gevormd werden. Omdat hij ruim drie meter lang was en zestig kilogram zwaar, kon een volwassen deinonychus daarmee niet vliegen maar misschien klommen de jonge dieren in bomen om daaruit in een glijvlucht naar beneden te zeilen. Hun armen waren in staat vleugelslagen te maken. Deinonychus is berucht om zijn sikkelklauwen. De tweede teen van de voet werd steeds opgetrokken gehouden en droeg een kromme scherpe klauw die veel groter was dan die van de andere tenen. Ostrom dacht dat Deinonychus in groepen joeg die grote plantenetende dinosauriërs besprongen om met de sikkelklauwen hun buiken open te scheuren. Tegenwoordig geloven de wetenschappers dat Deinonychus zijn voedsel alleen zocht en de sikkelklauw gebruikte om er een kleinere prooi mee neer te steken. Een door werveluitsteeksels verstijfde staart hielp daarbij het evenwicht te bewaren. Zijn handklauwen en van kleine tanden voorziene kaken werden ook als wapen gebruikt.
Toen Deinonychus in 1969 beschreven werd, dachten bijna alle geleerden nog dat dinosauriërs koudbloedige logge reptielen waren. De bouw van dit duidelijk actieve dier dwong ze hun standpunt te herzien. Deinonychus veroorzaakte zo een grote omslag in het denken over dinosauriërs, de zogenaamde 'dinosauriërrenaissance'. Ook begreep men in 1969 niet dat vogels dinosauriërs waren. Toen hij in 1970 te Haarlem een exemplaar van de Oervogel Archaeopteryx vond, viel Ostrom de overeenkomst met Deinonychus op en zo ontdekte hij de ware oorsprong van de vogels. Vanwege zijn belangrijke rol in deze ontdekkingen is Deinonychus ook bij een wat groter publiek een bekende dinosauriër geworden. De velociraptors in de film Jurassic Park moeten in feite Deinonychus voorstellen.

## Vondst en naamgeving

### Eerste ontdekkingen door Brown

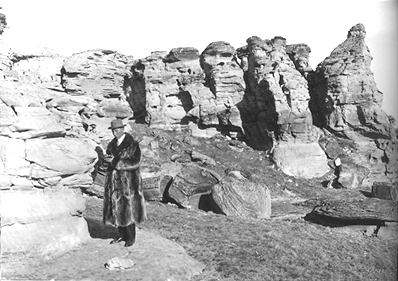
Barnum Brown op expeditie

In juli 1931 voerde de fossielenjager Barnum Brown in opdracht van het American Museum of Natural History bij Billings in Big Horn County in Montana een serie opgravingen uit. Hij was met zijn team bezig met het blootleggen van een skelet van Tenontosaurus op het terrein van de Cashen Ranch dat in de Crow Indian Reservation lag, iets ten zuiden van de Buster Creek, toen hij persoonlijk op de resten stuitte van een kleinere theropode. Het ging om een gedeeltelijk skelet zonder schedel van een volwassen dier, specimen AMNH 3015. Bij het skelet werd ook een theropode ei gevonden. In 1932 werd door Brown achthonderd meter verderop een hand samen met een voet opgegraven, specimen AMNH 3037. Beide vondsten kwamen uit de Moberly's Little Sheep Mudstone-afzetting van de Cloverlyformatie. Brown had het plan de vondsten te benoemen als "Daptosaurus agilis", 'beweeglijke verscheurende sauriër', maar zag daar uiteindelijk van af, hoewel hij wel al tekeningen had laten maken en een museumopstelling voorbereid had. Verschillende tanden tijdens de opgraving gevonden, specimen AMNH 3041, wees hij per abuis toe aan de veel kleinere Microvenator die hij dan ook wilde benoemen als "Megadontosaurus": 'groottandsauriër' maar ook hier zou uiteindelijk niets van komen. Het materiaal, niet volledig uitgeprepareerd, werd ook niet beschreven en de vondst raakte in vergetelheid. Pas in 1995 zou het alsnog geprepareerde fossiel in het AMNH opgesteld worden, als enige authentieke Deinonychus-skelet dat ter wereld tentoongesteld wordt; andere skeletten zijn afgietsels of modellen.

### De herontdekking door Ostrom
In augustus 1964 zagen paleontoloog John Ostrom en zijn assistent Grant Meyer van het Yale Peabody Museum al verkennend in Carbon County, Montana, aan de voet van een butte aan het oppervlak handklauwen liggen. Deze locatie bij Edwards Ranch, zo'n vijfendertig kilometer van Browns vindplaatsen verwijderd, werd hierop systematisch uitgegraven. Daarbij vonden ze talrijke fragmenten, ruim een duizendtal, van minstens drie individuen van een kleine theropode die ze dat jaar en de volgende twee veldseizoenen borgen. In februari 1969 beschreef en benoemde Ostrom op basis hiervan de typesoort Deinonychus antirrhopus. De geslachtsnaam is afgeleid van het Klassiek Griekse δεινός, deinos, 'angstaanjagend' of 'geducht', en ὄνυξ, onyx, 'klauw', een verwijzing naar de sikkelklauw van de voet. De soortaanduiding komt van het Griekse ἀντίρροπος, antirrhopos, "balancerend", een verwijzing naar de functie van de staart als stabilisator.

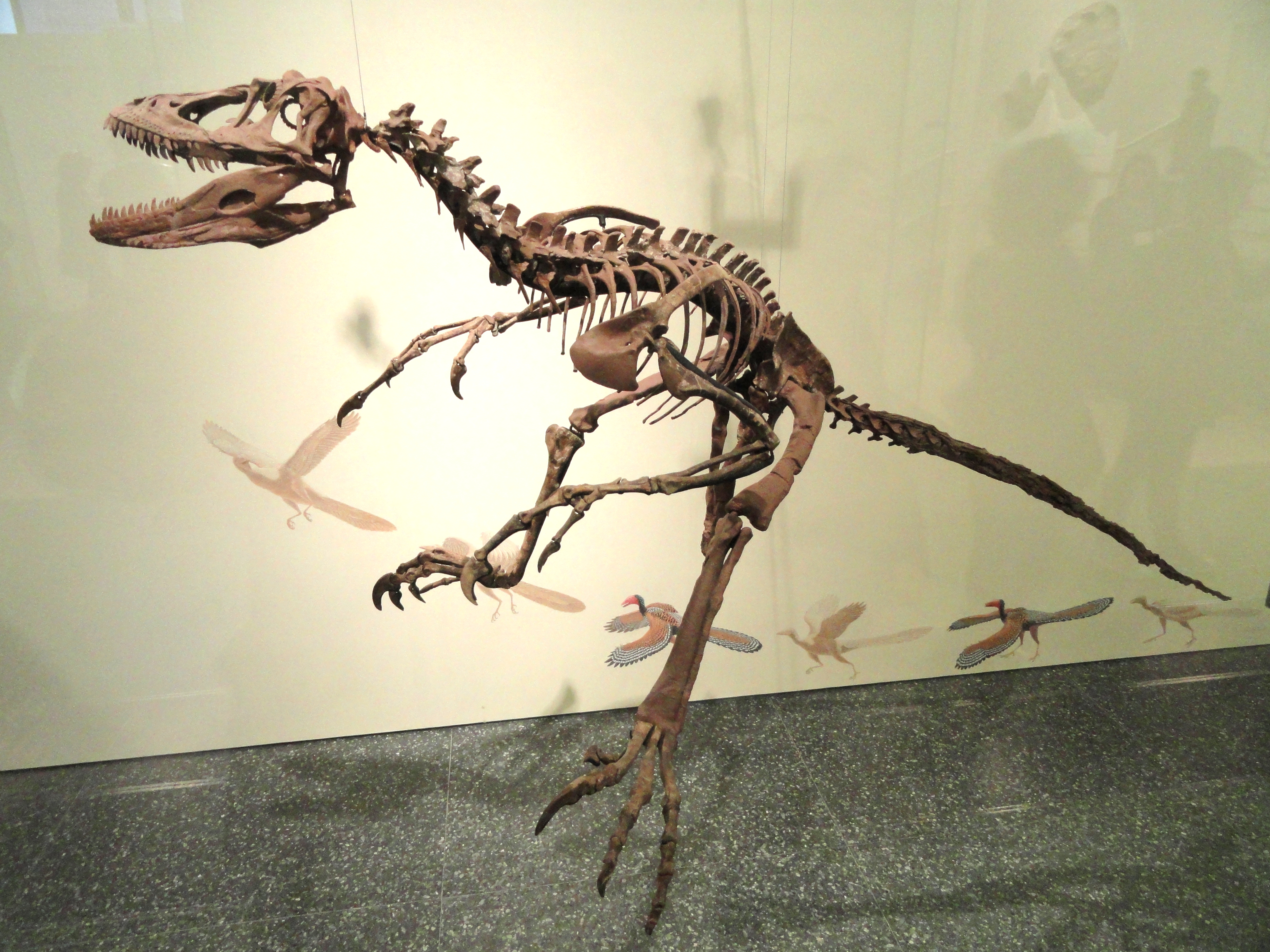
Het aangevulde specimen AMNH 3015

Het holotype YPM 5205 is gevonden in lagen van de Himesafzetting van de Cloverlyformatie die dateert uit het Albien, ongeveer 110 miljoen jaar oud. Het bestaat uit een voet. De paratypen waren drie staarten, specimina YPM 5201, 5202 en 5203. Aan de soort werden toegewezen: YPM 5204, een nek; YPM 5206, een linker- en rechterhand; YPM 5210, een gedeeltelijk skelet met schedel, onderkaken, halswervels, ruggenwervels en een staartwervel; YPM 5232, een rechterschedelhelft en verder de losse elementen en tanden YPM 5207-5209, 5211-5231 en 5233-5265. Ostrom wees in 1969 ook de skeletvondsten van Brown aan de soort toe. In juli 1969 publiceerde hij een tweede, veel vollediger beschrijving. In een opvolgende publicatie uit 1970 werden ook de tanden van AMNH 3041 toegewezen, samen met een andere partij tanden door Brown gevonden, AMNH 3034, en nog eens twee tanden door hemzelf gevonden, YPM 4886 en 4887. In 1974 publiceerde Ostrom een aantal correcties. Hij moest voornamelijk zijn interpretatie van het bekken herzien: hij had een stuk ravenbeksbeen voor het schaambeen aangezien.

### Deinonychus, de Dinosauriërrenaissance en de Oorsprong der Vogels
Eind jaren zestig was er sprake van een sterk herlevende belangstelling voor dinosauriërs nadat het onderzoek naar die groep sinds de jaren dertig zowat stil had gelegen. Dat Deinonychus beschreven werd, voornamelijk op basis van belangrijk materiaal dat een generatie lang geen aandacht gekregen had, en niet alleen in het korte benoemende artikel maar in juli 1969 ook door middel van een monografie van bijna tweehonderd pagina's, was daar op zich een symptoom van. Deinonychus zou echter zelf weer een cruciale rol spelen in het versterken van dat proces, de reden waarom de publicatie later door Kevin Padian omschreven zou worden als 'revolutionair'. Ostroms geschrift zou een radicale omwenteling teweegbrengen in het beeld dat de wetenschappers van de dinosauriërs hadden. De aanleiding daarvoor waren de spectaculaire eigenschappen die het dier toonde, die niet te verenigen waren met het toen gangbare model van dinosauriërs als slome, koudbloedige reptielen.
Al begin jaren twintig waren de eerste verwanten van Deinonychus ontdekt:
Velociraptor en Dromaeosaurus, maar hun resten, voornamelijk bestaande uit schedelmateriaal, waren te onvolledig geweest om een goede indruk te krijgen van de eigenaardigheden van hun bouw. Ostrom echter viel op dat zowel bij zijn eigen vondsten als die van Brown het theropode materiaal gemengd was met de botten van de veel grotere planteneter Tenontosaurus. Dat bracht hem op het idee dat die de prooi van het roofdier zou kunnen zijn geweest. In dat geval moest er een verklaring gezocht worden hoe een dergelijk kleine roofsauriër een dier dat vijftien maal zwaarder was, kon bedwingen. De oplossing vond hij door bestudering van het door Brown gevonden skelet dat een enorme sikkelvormige teenklauw omvatte. Een nauwkeurige beschrijving van de osteologie van de voet, in het bijzonder de teenkootjes van de tweede teen, bracht Ostrom tot de conclusie dat de klauw in opgetrokken stand door de tweede teen gedragen werd, zowel om zijn scherpte te bewaren als om steeds paraat te zijn voor de aanval. Deinonychus, de Terrible Claw, zou zijn prooi besprongen hebben om balancerend op één voet met de sikkelklauw van de andere poot de darmen uit de buikholte van zijn slachtoffer te rukken. De staart die door verlengde werveluitsteeksels eigenaardig verstijfd was, zou het dier als een balanceerstok in staat gesteld hebben het evenwicht te bewaren terwijl het op één poot hinkend zijn moordwerk volbracht. Brown had al begrepen dat zijn vondst een beweeglijk dier betrof; de mate van activiteit die Ostrom nu veronderstelde, was niet meer in overeenstemming te brengen met een lage stofwisseling. Hij trok dan ook de onontkoombare conclusie dat Deinonychus warmbloedig geweest was.

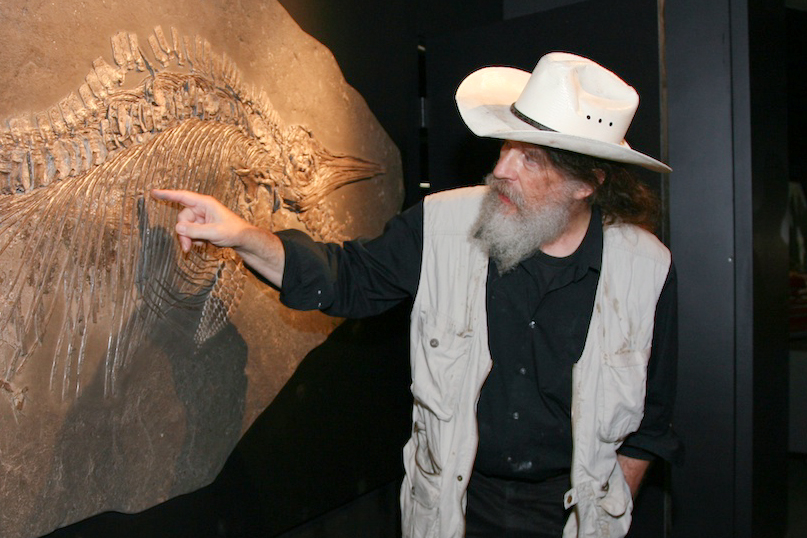
Bob Bakker tijdens een presentatie

De schokgolven die Ostroms publicatie in de paleontologische wereld teweegbracht, zouden niet langzaam wegebben maar eerder een lawine aan nieuwe denkbeelden op gang brengen. Deze revolutie, of paradigmawisseling, in de theorievorming over dinosauriërs zou voor een belangrijk deel het werk zijn van een leerling van Ostrom: Robert Thomas Bakker. Bakker studeerde onder Ostrom ten tijde van diens beschrijving van Deinonychus. Een niet-onverdienstelijk tekenaar, mocht hij de afbeelding van een skeletrestauratie in de monografie verzorgen. Daar voegde hij een illustratie van het levende dier aan toe die Deinonychus toonde in een rennende houding, met de romp horizontaal en de staart recht naar achteren stekend. Ostrom had in de publicatie de toen meer gangbare opgerichte 'kangoeroehouding' voor theropoden afgewezen. Bakkers tekening zou een grote invloed hebben. Zij werd gevolgd door een vloed aan artikelen en lezingen waarin hij de leer van de warmbloedigheid van alle dinosauriërs verkondigde, niet alleen aan zijn vaak sceptische collegae maar vooral ook aan een groter publiek. Uiteindelijk zou dit de dominante opvatting worden.
Ostroms studie van Deinonychus zou een nog veel onverwachter gevolg hebben: zij zou binnen het vraagstuk naar de oorsprong van de vogels het bewijs leveren dat vogels dinosauriërs zijn. Ostrom werd gefascineerd door de bijzondere verstijfde staart van de soort. Dergelijke staarten waren ook bekend van basale Pterosauria en in 1970 maakte hij een reis langs verschillende Europese musea om daarvan specimina te bekijken. Hij wist dat Peter Wellnhofer in 1966 een fossiel in het Teylers Museum te Haarlem als een exemplaar van Scaphognathus geïdentificeerd had. Tijdens een inspectie van het stuk op 8 september 1970 ontdekte hij echter dat het in feite een vierde exemplaar van de Oervogel Archaeopteryx betrof. Ostrom had de eer de nieuwe vondst te beschrijven. Daarbij werd hem duidelijk dat er toch een verband bestond met Deinonychus: diens hand, met name het polsgewricht, was vrijwel identiek aan die van Archaeopteryx. Binnen enkele jaren werkte Ostrom dit uit tot een algemene hypothese dat de Deinonychosauria de nauwste verwanten zijn van de vogels en die laatste dus dinosauriërs, iets wat nu algemeen aanvaard wordt.

### Latere vondsten en hernoemingen
In juli 1974 ontdekte Steven Orzack niet ver van de groeve van Brown nog een skelet, specimen MCZ 4371, dat opgegraven werd door Farish Jenkins en door Ostrom beschreven in 1976.
In 1993 heropenden William Desmond Maxwell en Lawrence Witmer de groeve van het Yaleteam en wisten er dat jaar en in 1994 elf tanden (specimen MOR 682), losse onderkaakelementen (MOR 747), een voorhoofdsbeen (MOR 947) en vele individuele botten uit de schedel, wervelkolom en ledematen zonder gepubliceerd inventarisnummer te bergen; hieruit viel voor de eerste keer de vorm van het schedeldak te bepalen. Daarnaast werden er opnieuw vele resten van Tenontosaurus opgegraven.
In 1998 werd door Daniel Brinkman OMNH 50268, een gedeeltelijk skelet van Deinonychus uit Oklahoma, beschreven samen met twaalf losse tanden. De vondsten zijn uit de Antlersformatie uit het Aptien-Albien.
In 2002 meldden William L. Parsons en Kirsten Parsons van het Museum of the Rockies twee nieuwe specimina: MOR 1178 dat ze eerst voor een lid van de Troodontidae aanzagen maar in 2003 beschreven als een onvolwassen exemplaar van Deinonychus en MOR 1182, een staart. In 2004 meldden ze specimen MCZ 8791, een tweede onvolwassen dier.
In 1984 suggereerde Gregory S. Paul dat Deinonychus tot het Aziatische geslacht Velociraptor behoorde; in 1988 hernoemde hij de soort formeel tot een Velociraptor antirrhopus. Dit zou geen navolging vinden en later zou ook Paul zelf deze naam opgeven toen bleek dat Velociraptor zo'n veertig miljoen jaar jonger was.

### "Deinonychus" koreanensis
In 1979 werd een dinosauriërgeslacht Koreanosaurus benoemd door Kim Haang Mook. De vondst, specimen DGBU-78, bestaat uit een enkel dijbeen van veertig centimeter lengte, opgegraven in de onderste Gugyedongformatie van het Aptien-Albien van Zuid-Korea. Eerst dacht Kim dat het om een lid van de Deinodontidae ging, vanaf 1983 dat het een of andere euornithopode betrof. Later kwam hij tot de overtuiging dat het een verwant was van Deinonychus. In 1993 hernoemde Kim deze tot Deinonychus koreanensis. De vondst is nooit beschreven en heeft dus een zogenaamd nomen nudum, een ongeldige naam zonder inhoud. Latere analyses hebben overigens wel geconcludeerd dat het vermoedelijk inderdaad gaat om een lid van de Eumaniraptora, zij het een soort die men beter niet bij Deinonychus kan onderbrengen. Het betreft in dat geval een van de grootste eumaniraptoren: de dijbeenlengte doet een lichaamslengte van vijf à zes meter vermoeden. Een mogelijkerwijs te erkennen taxon heeft overigens niet de naam Koreanosaurus want ook die bleef in 1979 een nomen nudum en later werd een andere soort geldig als Koreanosaurus benoemd zodat de naam bezet is.

## Beschrijving

### Algemene bouw en grootte

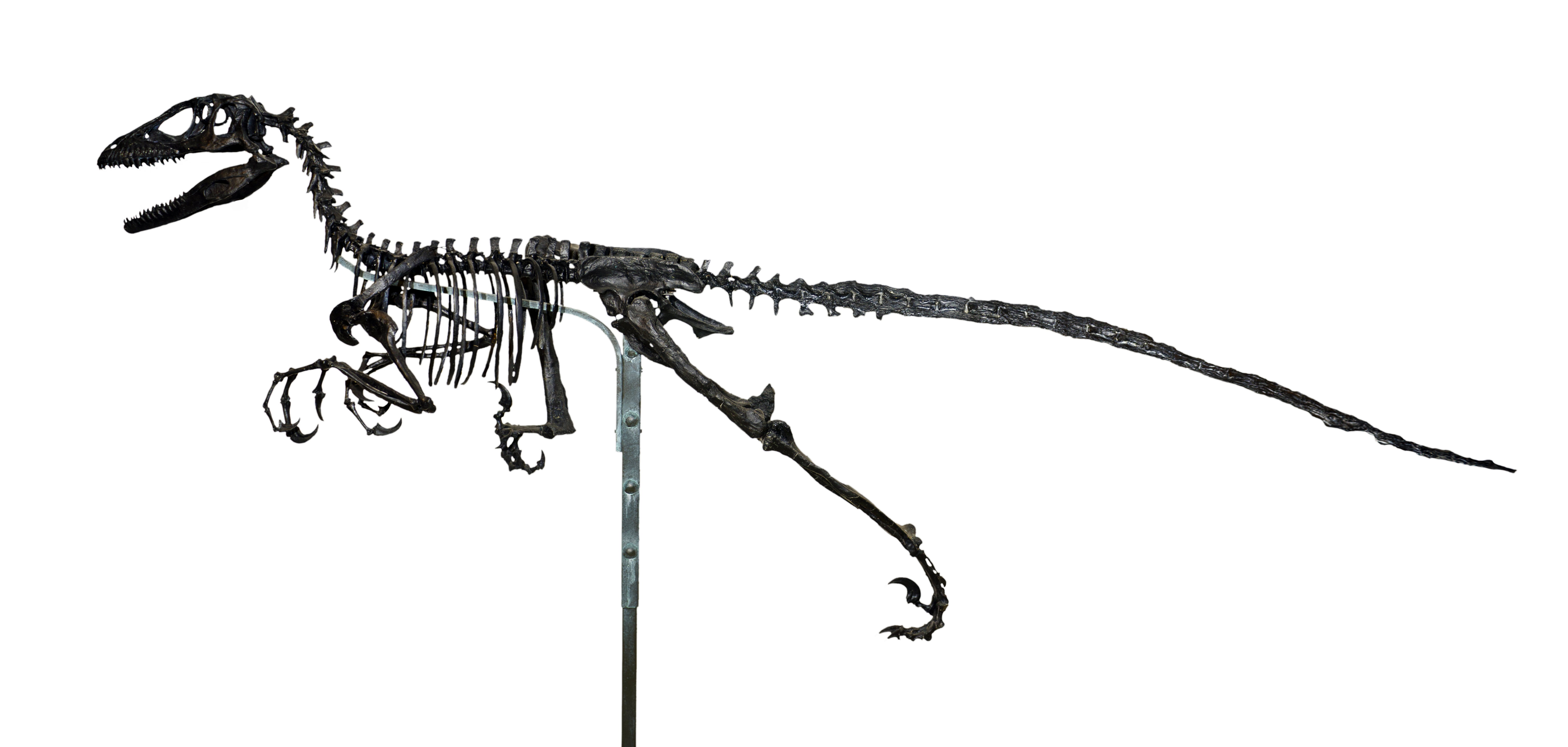
Skelet van Deinonychus antirrhopus

Een vergelijking in grootte met een mens

Deinonychus is een vrij grote deinonychosauriër, ongeveer anderhalf à twee maal zo lang als de meeste van zijn verwanten en onder deze alleen duidelijk kleiner dan Achillobator, Utahraptor en Dakotaraptor. Ostrom schatte de lengte van AMNH 3015 op ruwweg drie meter; een latere schatting van Michael Mortimer geeft 306 centimeter en vijfenveertig kilogram. Het grootste bekende exemplaar is MCZ 4371; Mortimer geeft dit als 342 centimeter en drieënzeventig kilogram; Paul schatte het in 2010 op 3,3 meter en zestig kilogram. Van de lengte maakt de staart meer dan de helft uit; de heuphoogte van MCZ 4371 zal ongeveer negentig centimeter hebben bedragen.
Deinonychus heeft de algemene bouw van de deinonychosauriërs: het is een warmbloedige bevederde roofsauriër met vrij korte achterpoten die een opgetrokken grote sikkelklauw dragen aan de tweede teen, lange opvouwbare armen met grote drievingerige handen, een langwerpige kop met grote hersenen en een verstijfde staart.
Al in 1969 is Deinonychus zeer uitgebreid beschreven door Ostrom in wat toen de meest volledige publicatie was ooit over een deinonychosauriër verschenen. Die vroege aandacht zou later een achterstand in de beschrijving opleveren. Ostrom paste nog de ouderwetse vergelijkende methode toe en bepaalde dus niet systematisch de unieke afgeleide eigenschappen, de autapomorfieën. Daarbij waren er toen hoe dan ook te weinig verwanten ontdekt om deze onderscheidende kenmerken met enige zekerheid vast te stellen. Een goede moderne beschrijving van de soort ontbreekt. Wel konden enige fouten de Ostrom oorspronkelijk gemaakt had, door hemzelf en anderen worden bijgesteld, vooral aan de hand van MCZ 4371. Wegens de foute identificatie van het schaambeen nam hij eerst aan dat dit naar voren gericht was; pas in 1976 begon hij te vermoeden dat het naar achteren stak als bij de vogels. Een andere overeenkomst met de vogels stelde hij toen ook vast: het bezit van een halvemaanvormig handwortelbeentje dat het mogelijk maakte de hand op te vouwen. Daarbij maakte hij echter de fout aan te nemen dat dit overeenkwam met de bovenste carpalia die aan de onderarm vastzitten; in feite behoort minstens een ervan tot de onderste polsbeenderen. Een nog steeds omstreden interpretatie betreft de vorm van de schedel. Brown had die in zijn tekening rechthoekig afgebeeld naar het model van Dromaeosaurus maar Ostrom reconstrueerde de kop veel ronder met de vorm van het cranium van Allosaurus. Paul tekende in de jaren tachtig reconstructies met een hol bovenprofiel als bij Velociraptor. De betere vondsten van Maxwell uit 1993 lieten echter toch een gewelfde snuit zien, zij het dat die enigszins afgeplat was.
Paul gaf in 2010 enkele typerende kenmerken die in combinatie ter onderscheiding kunnen dienen: de kop is lichtgebouwd maar groot ten opzichte van de rest van het lichaam en erg langwerpig; de schedel heeft een driehoekige omtrek met een gewelfde bovenkant; de armen zijn matig lang; de achterpoten zijn lang en dragen een erg grote sikkelklauw; het schaambeen is matig naar achteren gericht.
In 2012 gaf Alan Turner een verbeterde diagnose. Daarbij stelde hij twee autapomorfieën vast. Het jukbeen heeft een lobvormige voorste tak onder de fenestra antorbitalis. Het prefrontale is sterk gereduceerd. Verder was er een unieke combinatie van op zich niet unieke kenmerken. Het bovenkaaksbeen draagt vijftien tanden. De praemaxilla heeft vier tanden die asymmetrisch zijn en min of meer de vorm van een snijtand bezitten. Er zijn zestien dentaire tanden in de onderkaak, die bijna identiek aan elkaar zijn in bouw. Alle tanden hebben kartelingen op de voorrand en achterrand. Bij alle tanden zijn de kartelingen op de achterrand bijna tweemaal zo lang als die op de voorrand. Het traanbeen draagt een bult. De fenestra maxillaris bevindt zich boven het niveau van de fenestra promaxillaris. Het hielbeen is groot en breed.

### Schedel

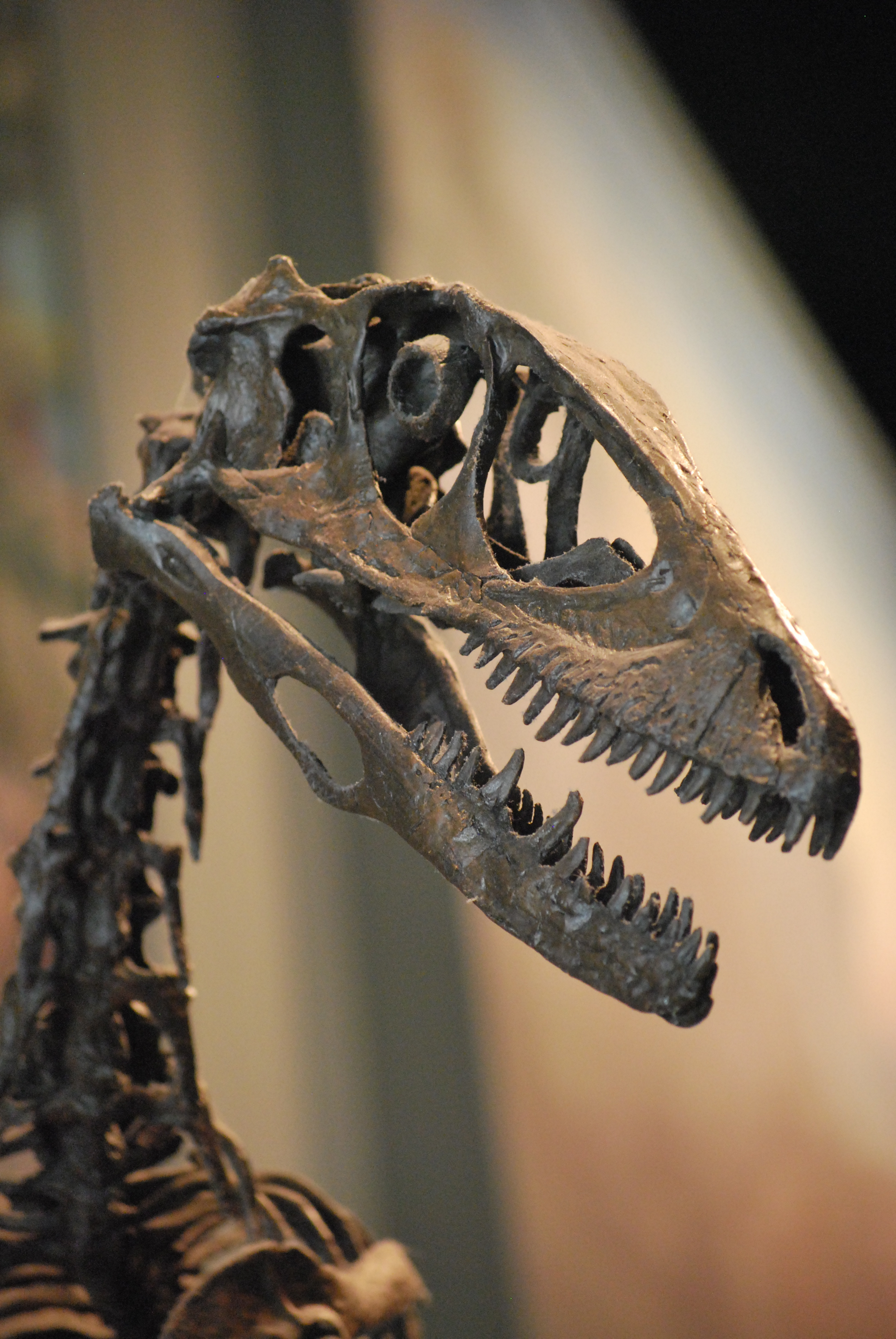
De langwerpige schedel van Deinonychus volgens de latere inzichten

De schedel van Deinonychus is van geen enkel in verband liggend exemplaar bekend en moet dus gereconstrueerd worden uit losse elementen, wat de grote veranderingen in interpretatie verklaart. Hij is vrij lang, plat en spits waarbij de snuit in een geleidelijke kromme naar het schedeldak buigt. De naar achteren gebogen praemaxilla draagt vier tanden en begrenst de onderkant van een langwerpig horizontaal liggend neusgat. De neusbeenderen zijn erg verlengd; volgens Maxwell is er een prefrontale aanwezig vóór het voorhoofdbeen; dit bot lijkt bij de verwanten te ontbreken. De voorkant van de schedel biedt plaats aan een grote driehoekige schedelopening, de fenestra antorbitalis waarvan de uitholling, de fossa, een duidelijke inkeping veroorzaakt in het buitenoppervlak van de maxilla, die vijftien tanden draagt. Vóór deze grote opening zijn er kleinere: een spleetvormig fenestra promaxillaris en een achterliggend fenestra maxillaris. De fenestra is van de oogkas gescheiden door een smal traanbeen dat bovenaan een lange voorste uitloper heeft. De oogkas is niet zeer lang met de vorm van een halve schijf; overeenkomstig is de onderste tak van het jukbeen vrij kort. Deze is ook niet al te hoog. De opgaande tak van het jukbeen raakt een klein driehoekig postorbitale, waarvan de tak richting voorhoofdsbeen steil naar binnen buigt en de achterste tak vrijwel recht naar achteren steekt zodat het bovenste slaapvenster niet al te breed is. Aan de achterkant begrenst het jukbeen een groot onderste slaapvenster en de voorste tak van het quadratojugale dat door een vrij groot foramen van het quadratum gescheiden wordt. Het bovenste slaapvenster is langwerpig. Het squamosum heeft een dikke horizontale zijrichel.

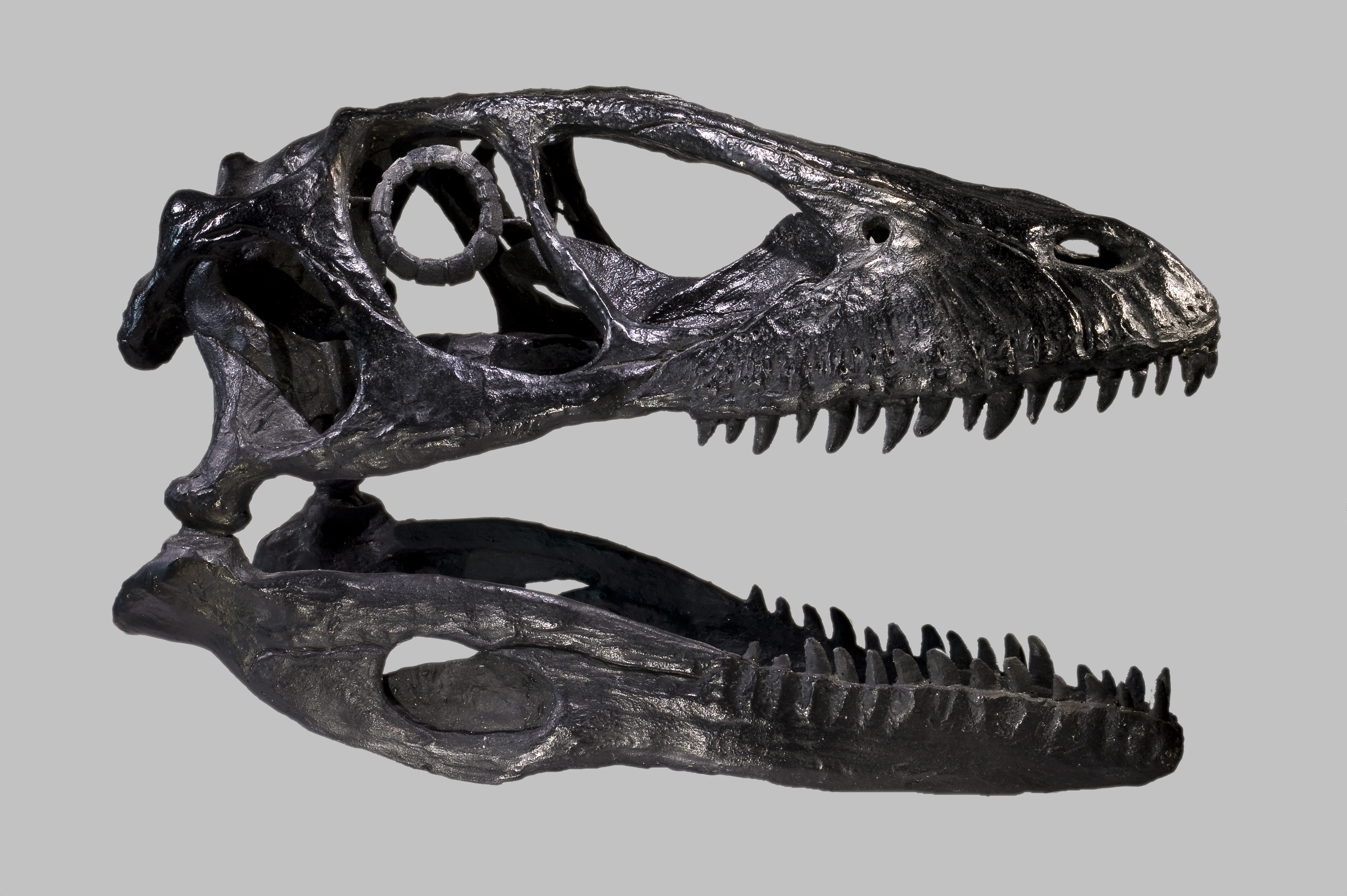
Een model van de schedel dat Ostrom in de jaren zeventig liet vervaardigen: de snuit werd al platter maar de onderkaak is nog te diep en de oogkas steekt onderaan te ver naar voren

Aan de achterkant van de schedel heeft de ronde condylus occipitalis, de verbinding met de nek, een vrijwel verticaal lopend achtervlak, wat de kop meer omhoog richt dan bij de meeste theropoden. Erboven is het supraoccipitale niet gepneumatiseerd. Aan de zijkanten heeft de schedelbasis grote iets gedraaide uitsteeksels, de processus paroccipitales. Die hebben aan hun voorzijde, ter hoogte van de voorkant van het brede achterhoofdsgat, een diepe groeve. Aan de achterrand daarvan bevindt zich een achterste recessus tympanicus caudalis; iets naar het midden ligt schuin daarvoor een recessus tympanicus dorsalis. Het voorkomen van deze minstens twee — of ook het derde en voorste recessus tympanicus rostralis aanwezig was, is onbekend — pneumatische uithollingen bij de fenestra ovalis waarop de ovale voet rustte van de stapes, de staafvormige verbinding met het trommelvlies, lijkt sterk op de situatie bij de vogels. Aan de onderkant van de schedel heeft het os palatinum een diepe uitholling aan de bovenste zijkant nabij het raakvlak met de maxilla. Ostrom plaatste de verhemeltebeenderen zowat horizontaal terwijl ze in feite een gewelfde bovenkant van de muil vormen. Hierdoor werd de hele schedel door hem veel te breed gereconstrueerd.
De onderkaak, die slechts fragmentarisch bekend is, is lang en plat en heeft een vrij grote langwerpige zijopening. De onderrand van de onderkaak is licht bollend. In het dentarium van de onderkaak staan zestien tanden voor een totaal van zeventig.
De tanden zijn afgeplat, naar achteren gekromd en spits met kartelingen. De tandkroon is iets naar binnen gebogen. De kartelingen op de bijna rechte achterste snijrand, met ongeveer vijftien vertandingen per vijf millimeter zijn veel groter dan die op de voorste snijrand waar zo'n vijfentwintig vertandingen per halve centimeter staan.

### Postcrania

#### Wervelkolom
Ostrom had moeite het precieze aantal wervels in de wervelkolom te bepalen en vooral hun identiteit. Het aantal halswervels zag hij als acht of negen, het aantal ruggenwervels als dertien of veertien, van de sacrale wervels zouden er drie of vier zijn en de staartwervels zouden ongeveer veertig in getal zijn. Naar moderne inzichten zijn er negen halswervels, twaalf ruggenwervels, al naargelang de ouderdom van het dier vijf of zes sacrale wervels en vermoedelijk tussen de zesendertig en veertig staartwervels.
In de nek is de draaier gepneumatiseerd en heeft een langgerekt vrij robuust doornuitsteeksel met een driehoekige doorsnede en een vooraan holle bovenkant. De epipofysen van de draaier steken tot achter de postzygapofysen. De wervellichamen van de nek zijn vrij kort en breed en platycoel, plat van voren en achteren, tot licht amficoel, aan beide zijden uitgehold. Hun wervelbogen zijn breed en dragen goed ontwikkelde epipofysen. De voorste halswervels hebben vrij hoge doornuitsteeksels maar die worden naar achteren toe lager; bij Deinonychus zijn deze spinae hoger dan bij Velociraptor. Bij de voorste halswervels zijn de voorste werveluitsteeksels, de prezygapofysen, lang en dicht bij elkaar geplaatst; naar achteren toe verkorten deze en gaan verder uit elkaar staan.

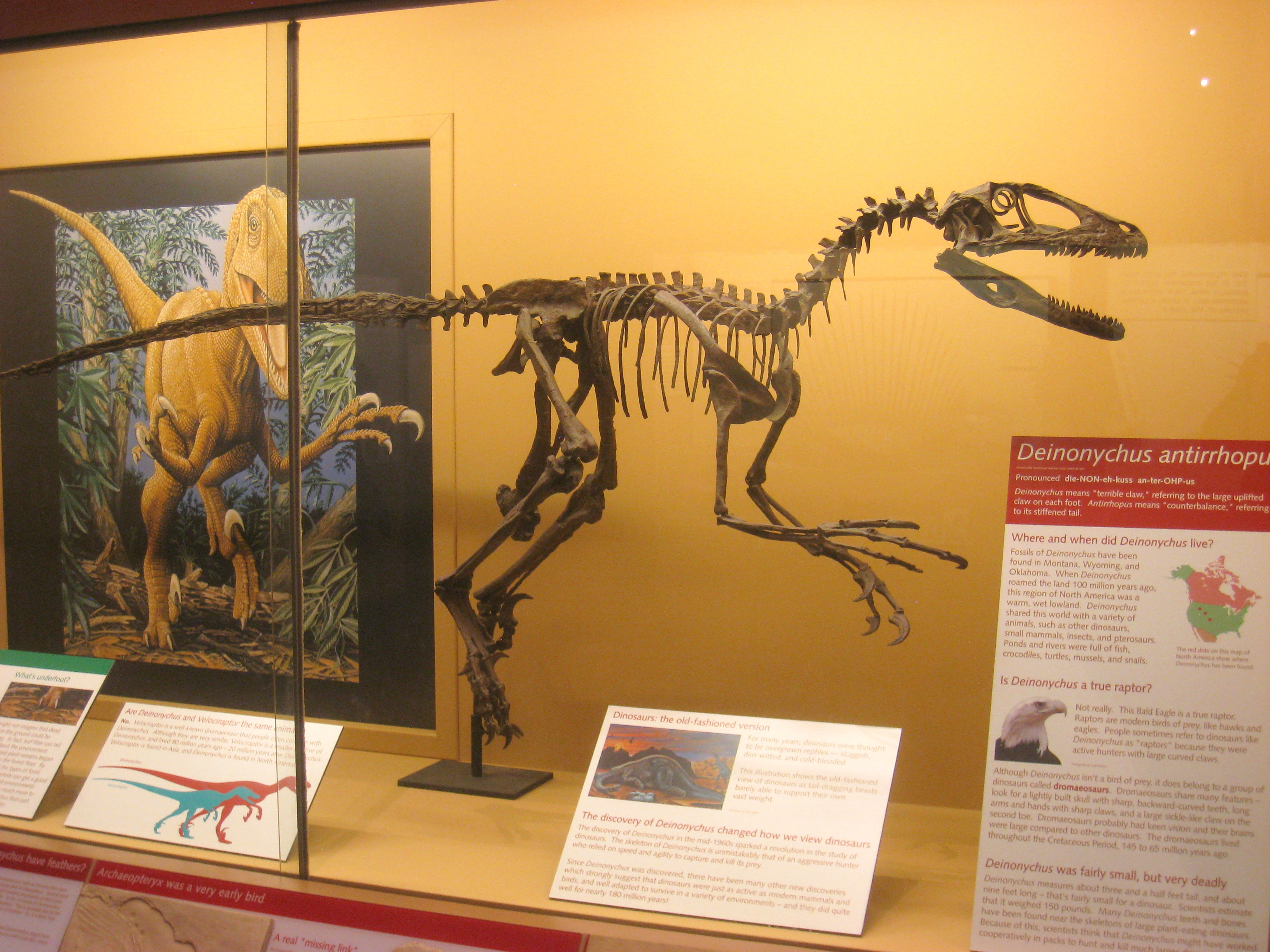
De staart van Deinonychus werd verstijfd door dunne uitsteeksels

De ruggenwervels zijn kort en spoelvormig; vooral de achterste zijn erg breed. De eerste twee ruggenwervels hebben nog kenmerken van de halswervels, zoals kleine epipofysen. De doornuitsteeksels van de ruggenwervels zijn vrij hoog, met tweemaal de lengte van de basis, min of meer verticaal en met een verbrede bovenkant. De zijuitsteeksels beginnen over de lengte van de rug breed en horizontaal, verkorten dan en gaan meer schuin omhoog en naar achteren staan om uiteindelijk zeer kort te worden maar ook weer naar een horizontale positie terug te keren. De sacrale wervels zijn vergroeid tot een synsacrum; bij oudere dieren wordt de achterste ruggenwervel vermoedelijk 'ingevangen' zodat hun aantal op zes komt. De doornuitsteeksels van het synsacrum zijn versmolten tot een enkele plaat, aan beide zijden voorzien van een richel die het resultaat is van de vergroeiing van de zygapofysen.
De eerste twee staartwervels zijn nog kort maar naar achteren verlengen de wervels tot bij de tiende wervel de middenstaart bereikt wordt. Pas na de vijfentwintigste wervel verkorten de wervellichamen weer. Vanaf de elfde wervel zijn de zijuitsteeksels verdwenen. De doornuitsteeksels, bij de eerste twee wervels nog verticaal, gaan naar achteren toe steeds meer naar achter hellen en verkorten. Vanaf de veertiende wervel is de spina gereduceerd tot een afgeronde richel; de achterste helft van de staart heeft helemaal geen doornuitsteeksels. In de staartbasis zijn de gewrichtsfacetten sterk gebogen waarbij de voorste prezygapofysen naar binnen en de postzygapofysen naar buiten draaien. In de middenstaart worden de prezygapofysen steeds langer totdat ze dunne beendraden vormen die tot tien voorgaande wervels omvatten. Ze weven daarbij onder de bases van de voorgaande prezygapofysen door. Zo ontstaan dikke en vervlochten beenbundels aan beide kanten van de wervels die de staart extreem verstijfd moeten hebben. Naar voren toe reiken deze draden tot aan de vijfde of vierde wervel maar op dat punt is er geen bundel; de enkele draad zal een zekere buiging van de staart mogelijk gemaakt hebben. De verstijving aan de bovenkant van de staart wordt weerspiegeld door een overeenkomstige verstijving aan de onderkant: de chevrons of hemaalbogen die aan de onderzijde van de staartwervels zijn vastgegroeid, worden vanaf de derde wervel steeds breder en langer door voorwaartse uitsteeksels die uitgroeien tot beendraden die ook weer bundels vormen. Deze draden hebben aan hun basis een dikte van twee millimeter wat vernauwt tot 0,2 millimeter bij hun uiteinde.
De ribben van de borstkas hebben schuin omhoogstekende ribuitsteeksels, de processus uncinati, die echter niet zo lang zijn als bij sommige verwanten. Onderaan de romp wordt de buikholte verstijfd door buikribben. De middenstukken daarvan vergroeien bij Deinonychus niet op de middenlijn maar articuleren met elkaar door middel van goed ontwikkelde gewrichtsfacetten.

#### Ledematen

Vergelijking van de hand van Deinonychus links, met die van Archaeopteryx, rechts

De schoudergordel is niet goed bekend en er is geen vorkbeen teruggevonden. Het schouderblad ligt bijna horizontaal; het er onderaan verbonden ravenbeksbeen wordt door een groot borstbeen in een hoge positie gebracht zodat het schoudergewricht zijwaarts en naar achteren gericht is. Het gewricht is vrij ondiep; de kop van de humerus wordt niet zozeer door het gewrichtskapsel vastgehouden maar door een pees waarvoor een duidelijke verticale inkeping zichtbaar is midden in de bovenrand van het gewricht. Dit staat de arm een grote mobiliteit toe, ook om naar boven toe te bewegen.
De arm van Deinonychus is relatief groot en heeft ongeveer zeventig procent van de lengte van de achterpoot wat een vleugelspanwijdte opleverde van ongeveer 180 centimeter. Het vrij slanke opperarmbeen, 254 millimeter lang bij specimen MCZ 4371, heeft een vrij robuuste en ver uitstekende deltopectorale kam die een derde van de lengte van de licht gebogen schacht beslaat. De schacht heeft aan de binnenzijde een opvallende en ver naar beneden doorlopende verhoging. De onderarm heeft vijfenzeventig procent van de lengte van de bovenarm. De ellepijp is naar buiten gebogen, zodat een gaping ontstaat ten opzichte van het vrij rechte spaakbeen. Bovenaan heeft de ellepijp twee duidelijke gewrichtsfacetten. De bovenkant van de processus olecrani is afgerond. De handwortel is gereduceerd en gefuseerd tot twee polsbeentjes. Een halvemaanvormig handwortelbeentje is vergroeid met het eerste en tweede middenhandsbeen. De vorm ervan maakt het mogelijk de vleugel op te vouwen. Het tweede beentje is wellicht het ulnare. De drievingerige hand van Deinonychus is vrij lang met negentig procent van de voetlengte. Een robuust eerste middenhandsbeen draagt een korte maar stevige eerste vinger met een grote duimklauw. Het tweede middenhandsbeen is het langst; het derde is iets korter maar veel dunner met een gebogen schacht en een onderste uitsteeksel op het bovenste gewrichtsfacet. De tweede vinger is het langst; de derde is duidelijk korter, vooral doordat het eerste en tweede kootje sterk gereduceerd zijn. Alle handklauwen zijn vrij lang en gebogen met een lipje op de bovenrand van de basis. De formule van de vingerkootjes is 2-3-4-0-0.

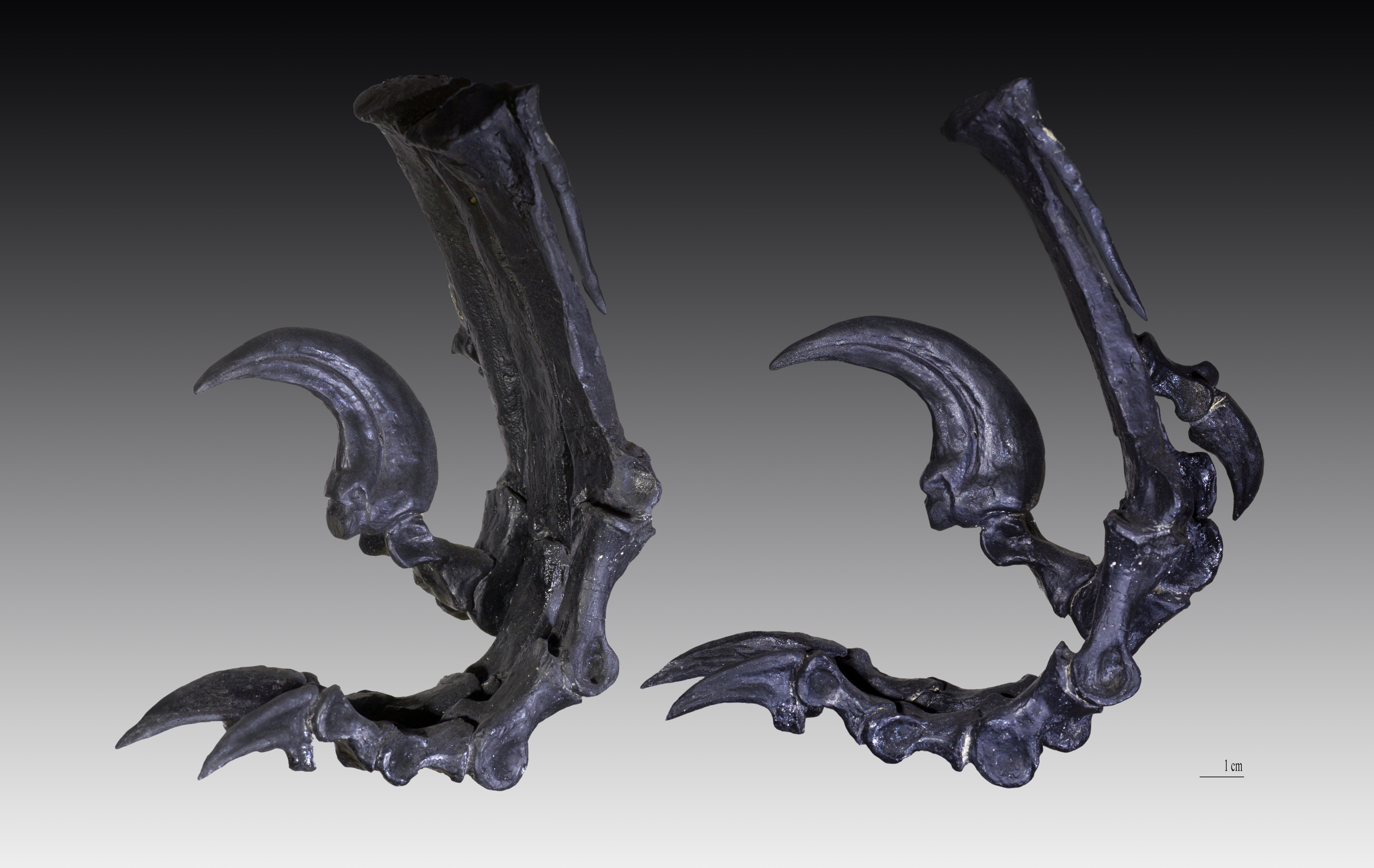
Model van de linkervoet van Deinonychus

Het schaambeen is lang, ruim achtendertig centimeter bij MCZ 4371, en vrij sterk naar achteren gericht. De vergroeide uiteinden van de schaambeenderen verbreden zich zowel naar voren als naar achteren en zijn vrij omvangrijk. Het zitbeen is relatief kort, 17,5 centimeter, en heeft een vlakke buitenste zijkant. De voorrand draagt vrij laag een driehoekig uitsteeksel, de processus obturatorius, dat ook iets naar binnen gericht is. Dichter bij de basis steekt nog een tweede bijlvormig uitsteeksel naar voren.
Het dijbeen is korter dan het onderbeen, anders dan Ostrom oorspronkelijk aannam; bij MCZ 4371 is de verhouding 336 bij 382 millimeter. De schacht is licht van buiten naar binnen gebogen; de dijbeenkop maakt er bijna een rechte hoek mee. De kop loopt geleidelijk over in de trochanter major en minor die door een ondiepe groeve van elkaar gescheiden zijn. Aan de achterkant heeft de schacht bovenaan een duidelijke trochanter posterior, de aanhechting voor de Musculus ischiofemoralis die naar het zitbeen loopt. Volgens Ostrom was deze spier extra ontwikkeld om een trappende beweging te maken in verband met de sikkelklauw. De vierde trochanter, de lager gelegen aanhechting voor een staartspier, de Musculus caudofemoralis longus, is maar zwak ontwikkeld; de andere spier zou diens functie bij de retractie van het been gedeeltelijk hebben overgenomen om te voorkomen dat bij het trappen de staart heen en weer bewoog en het dier het evenwicht verloor. Het scheenbeen en het dunne kuitbeen zijn over het grootste deel van hun lengte met elkaar verbonden. Het kuitbeen raakt het nauwe calcaneum in de enkel nog wel maar is er niet mee verbeend. Evenmin is het scheenbeen met het sprongbeen versmolten — de opgaande tak daarvan die de voorkant van het scheenbeen overgroeit, is ook maar kort — of dit laatste met het calcaneum vergroeid.
De middenvoet is vrij kort, hoewel langer dan bij sommige verwanten zoals Velociraptor, met drie stevige middelste middenvoetsbeenderen. Het vijfde middenvoetsbeen is gereduceerd tot een beensplinter die onderaan al geen gewrichtsfacetten heeft, laat staan een teen draagt. Het eerste middenvoetsbeen ontspringt niet aan de enkel maar aan de buitenste zijde van de schacht van het tweede middenvoetsbeen; het draagt een naar het midden van het lichaam en iets schuin naar voren gerichte eerste teen waarvan de klauw bij een buiging van de tenen opponeerde met de zijkant van de vierde klauw. Het derde middenvoetsbeen is het langst: 164,4 millimeter bij MCZ 4371. Het tweede en het derde middenvoetsbeen hebben onderaan scharniergewrichten die een grote strekking van hun tenen toestaan. De derde teen is echter net als de vierde een dragend element: het dier loopt erop. De tweede teen daarentegen wordt normaal in gestrekte stand gehouden. Daartoe is ook het bovenste kootje onderaan scharniervormig evenals het tweede: dit staat het laatste derde kootje, de beruchte sikkelklauw, zelfs toe een boog van 220° op en neer te beschrijven. De bovenkant van het tweede kootje heeft onderaan een hielvormig uitsteeksel dat het gewricht versterkt, een te sterke neergaande beweging blokkeert en als hefboom kan dienen voor de pees van de buigende kuitspier, de Musculus gastrocnemicus flexor digitorum longus, die de klauw in het slachtoffer moet drijven. De klauw zelf is tweemaal zo lang als de andere klauwen, tweeënnegentig millimeter in diameter bij AMHN 3015, nauw en gebogen met een scherpe punt. De zijkanten ervan dragen diepe groeven; de buitenste ligt hoger dan de binnenste. De klauw is nauwer en krommer dan bij Velociraptor met een binnenste kromme van 160°. De formule van de teenkootjes is 2-3-4-5-0.

### Weke delen

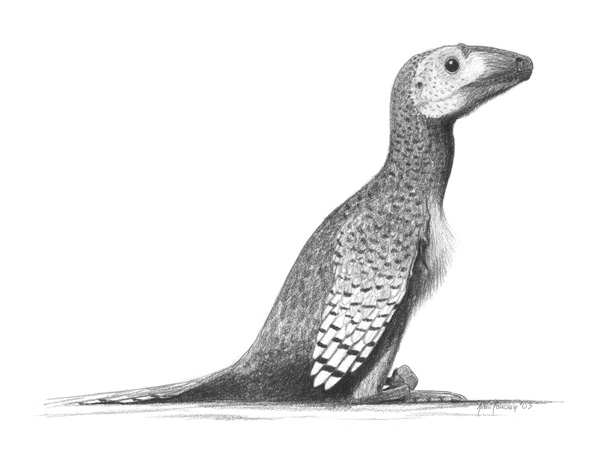
"Deinonychus" door John Conway laat zien hoe vogelachtig het dier er vermoedelijk uitzag

De processus uncinati en de pneumatisering, uitgehold zijn door luchtkamers, van de botten wijzen erop dat Deinonychus ademhaalde met behulp van luchtzakken die de lucht steeds in één richting door de stijve longen persten en zogen. Dit leidt tot een aanzienlijk verbeterde zuurstofvoorziening en maakte de hoge stofwisseling mogelijk die het dier in staat stelde tot zijn actieve bewegingsgedrag. De energiekosten van deze warmbloedigheid werden vermoedelijk beperkt door een isolerend verenkleed dat voorkwam dat het lichaam te snel afkoelde. Van Deinonychus zijn geen resten van veren bekend, evenmin als aanhechtingspunten voor slagpennen aan de armen, maar dergelijke structuren zijn wel bij andere deinonychosauriërs aangetroffen. De groep laat zelfs een heel spectrum aan veertypen zien, variërend van 'dinodons' tot pluimen en echte penveren. Een plausibel patroon is dat het dons of korte contourveren de romp bedekten, terwijl de lange penveren aan de handen, de onderarmen, de middenvoeten, de kuiten en het staartuiteinde zaten. De vleugels konden niet zo strak opgevouwen worden als bij de moderne vogels en de punten ervan wezen richting voet zodat ze net van de grond werden vrijgehouden.

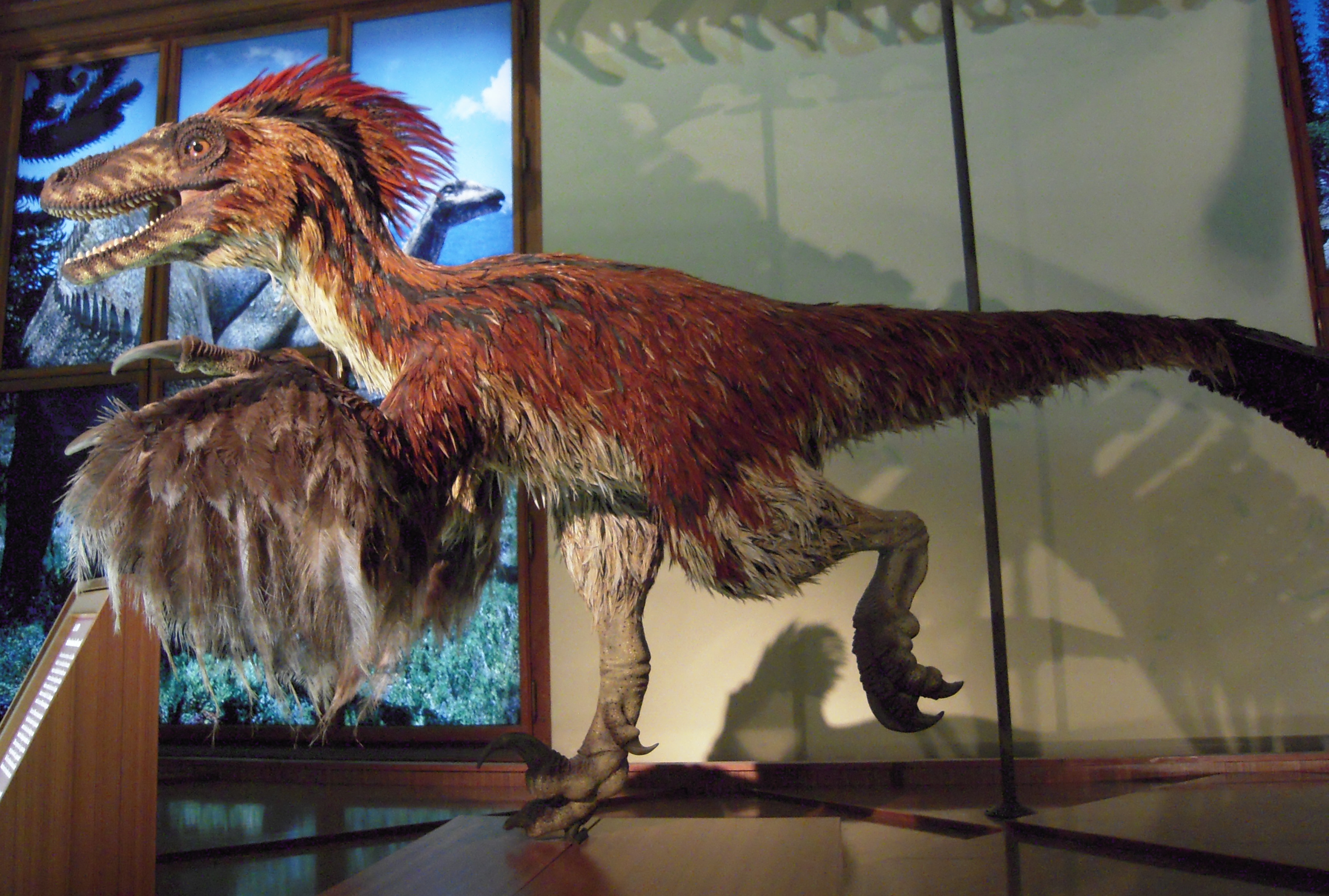
Een model in de typische "woeste" stijl met opgeplakte vogelveren

Toen het in de jaren negentig door vondsten uit China duidelijk werd dat eerdere speculaties over bevederde deinonychosauriërs op waarheid berustten, werd het in musea de mode om — vaak al bestaande — modellen van Deinonychus met een woeste pluimage van opgeplakte vogelveren uit te dossen. Zo wilde men zowel het contrast met vroegere 'naakte' reconstructies als het nog 'primitieve' karakter van het verenkleed beklemtonen. Het is echter waarschijnlijk dat de veren van Deinonychus een vrij glad oppervlak vormden omdat dit de warmte beter vasthoudt, een lagere luchtweerstand oplevert en de esthetica verbetert: dieren zien er zo verzorgd mogelijk uit om door een gezonde en fitte uitstraling hun status onder soortgenoten te vergroten. Deinonychus leefde vele tientallen miljoenen jaren na de evolutie van de eerste veren en zal geen bijzonder voorwereldlijke indruk meer gemaakt hebben; er is ook geen reden aan te nemen dat de voorkant van de kop nog geschubd was: de veren liepen waarschijnlijk door tot aan de snavel die de voorkant van de kaken bedekte. Wel droegen vermoedelijk de tenen schubben. Hoewel de veren niet speciaal uitbundig waren, zou Deinonychus wel een zeer bedekte indruk hebben kunnen gemaakt, afhankelijk van de lengte van de penveren. Het is mogelijk dat de armveren de volledige ruimte tot de benen sloten en de beenveren tot over de staartbasis liepen om daar aan te sluiten bij een staartwaaier. Het dier moet dan een uiterst vogelachtige indruk hebben gemaakt, sterk afwijkend van het 'reptielmodel' dat sommige verouderde illustraties laten zien.
Over de kleur van Deinonychus is niets direct bekend maar de laatste jaren zijn er door onderzoek van fossiele resten wel veel ontdekkingen gedaan over de veertinten bij gevederde dinosauriërs in het algemeen. Het blijkt dat de veren gekleurd werden door zwarte en roodbruine pigmenten, die door intensiteit of ontbreken ook weer witte, roze en grijze tinten kunnen hebben opgeleverd. De moderne vogels leren ons dat felle gele en rode pigmenten zeldzaam zijn maar dat een groene of blauwe kleur eenvoudig verkregen kan worden door een iriserende oppervlaktestructuur van de hoornstof waaruit de veer is opgebouwd.

## Fylogenie
Ostrom plaatste Deinonychus in de Dromaeosauridae binnen een ruimere Deinonychosauria. Deze plaatsing is nog steeds gebruikelijk. Ostrom dacht ook dat deze groep, zo ze er al niet direct van afstamde, zeer nauw verwant was met de oudere Ornitholestes. Later zou duidelijk worden dat Deinonychus tot een veel grotere groep vogelachtige theropoden behoorde, waar Ornitholestes zich vermoedelijk niet onder bevond: de Maniraptora en dat hij in het bijzonder met de vogels verwant was in de Eumaniraptora.

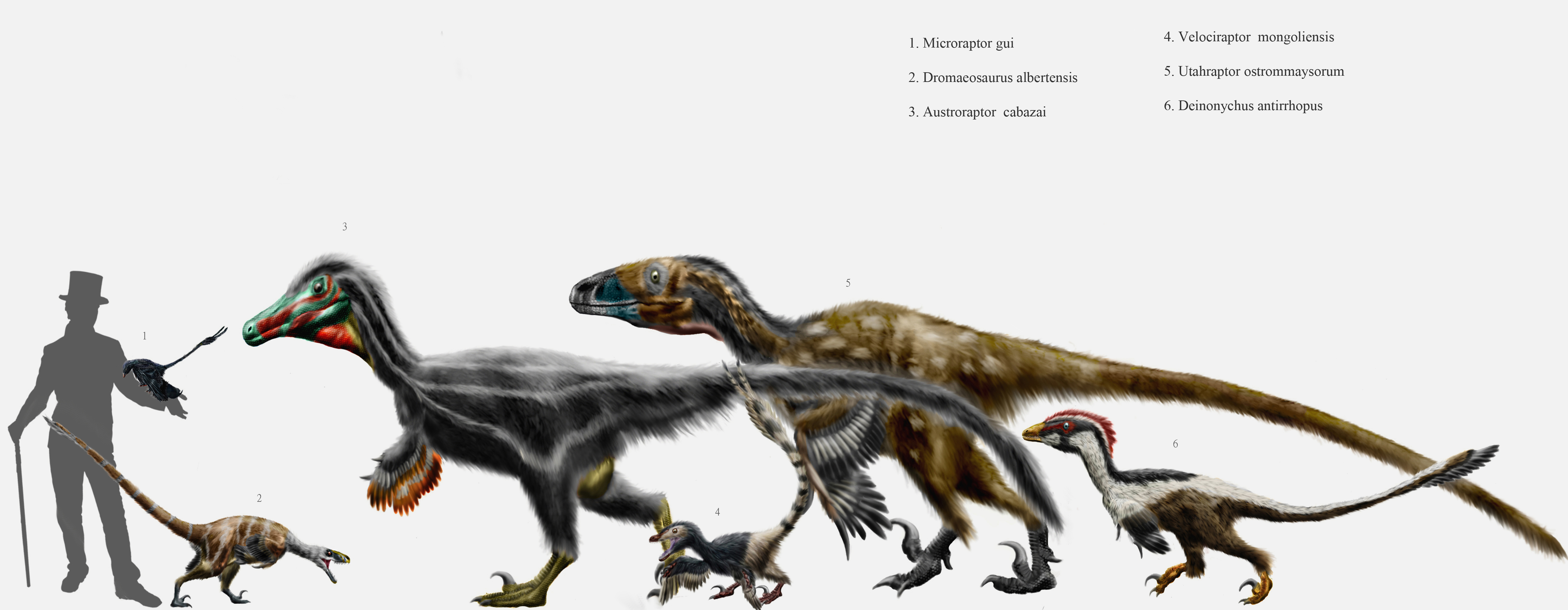
Een vergelijking tussen Deinonychus (6) en verwanten

Het is problematisch gebleken te bepalen tot welke groep dromaeosauriden Deinonychus behoorde. Soms viel hij in kladistische analyses, die het mogelijk maken de positie in de stamboom exact te berekenen, in de Dromaeosaurinae uit. Meestal echter bleek hij een nauwe verwant van de Aziatische Velociraptor in de Velociraptorinae. Philip Currie publiceerde echter in 2009 een studie waarin Deinonychus basaler, meer onder in de stamboom, geplaatst was in de meeromvattende Eudromaeosauria, als de zustersoort van een klade die gevormd wordt door de Dromaeosaurinae en de Velociraptorinae.
De stamboom naar Currie toont het volgende kladogram:
|  | Rahonavis |
|  | |
|  | \| \| Unenlagia \| \| \| \| \| \| Unenlagia? paynemili \| \| \| \| \| \| Neuquenraptor \| \| \| \| \| \| Austroraptor \| \| \| \| \| \| Buitreraptor \| \| \| \| |
|  | |
|  | Unenlagia |
|  | |
|  | Unenlagia? paynemili |
|  | |
|  | Neuquenraptor |
|  | |
|  | Austroraptor |
|  | |
|  | Buitreraptor |
|  | |

|  | Unenlagia            |
|  |                      |
|  | Unenlagia? paynemili |
|  |                      |
|  | Neuquenraptor        |
|  |                      |
|  | Austroraptor         |
|  |                      |
|  | Buitreraptor         |
|  |                      |

|  | Microraptor      |
|  |                  |
|  | Shanag           |
|  |                  |
|  | Graciliraptor    |
|  |                  |
|  | Sinornithosaurus |
|  |                  |
|  | Hesperonychus    |
|  |                  |

|  | Saurornitholestes |
|  |                   |
|  | Atrociraptor      |
|  |                   |
|  | Bambiraptor       |
|  |                   |

|  | Velociraptor |
|  |              |
|  | Itemirus     |
|  |              |

|  | Adasaurus   |
|  |             |
|  | Tsaagan     |
|  |             |
|  | Linheraptor |
|  |             |

|  | Velociraptor |
|  |              |
|  | Itemirus     |
|  |              |

|  | Adasaurus   |
|  |             |
|  | Tsaagan     |
|  |             |
|  | Linheraptor |
|  |             |

|  | Dromaeosaurus |
|  |               |
|  | Utahraptor    |
|  |               |
|  | Achillobator  |
|  |               |

|  | Velociraptor |
|  |              |
|  | Itemirus     |
|  |              |

|  | Adasaurus   |
|  |             |
|  | Tsaagan     |
|  |             |
|  | Linheraptor |
|  |             |

|  | Velociraptor |
|  |              |
|  | Itemirus     |
|  |              |

|  | Adasaurus   |
|  |             |
|  | Tsaagan     |
|  |             |
|  | Linheraptor |
|  |             |

|  | Dromaeosaurus |
|  |               |
|  | Utahraptor    |
|  |               |
|  | Achillobator  |
|  |               |

|  | Velociraptor |
|  |              |
|  | Itemirus     |
|  |              |

|  | Adasaurus   |
|  |             |
|  | Tsaagan     |
|  |             |
|  | Linheraptor |
|  |             |

|  | Velociraptor |
|  |              |
|  | Itemirus     |
|  |              |

|  | Adasaurus   |
|  |             |
|  | Tsaagan     |
|  |             |
|  | Linheraptor |
|  |             |

|  | Dromaeosaurus |
|  |               |
|  | Utahraptor    |
|  |               |
|  | Achillobator  |
|  |               |

|  | Velociraptor |
|  |              |
|  | Itemirus     |
|  |              |

|  | Adasaurus   |
|  |             |
|  | Tsaagan     |
|  |             |
|  | Linheraptor |
|  |             |

|  | Velociraptor |
|  |              |
|  | Itemirus     |
|  |              |

|  | Adasaurus   |
|  |             |
|  | Tsaagan     |
|  |             |
|  | Linheraptor |
|  |             |

|  | Dromaeosaurus |
|  |               |
|  | Utahraptor    |
|  |               |
|  | Achillobator  |
|  |               |

|  | Saurornitholestes |
|  |                   |
|  | Atrociraptor      |
|  |                   |
|  | Bambiraptor       |
|  |                   |

|  | Velociraptor |
|  |              |
|  | Itemirus     |
|  |              |

|  | Adasaurus   |
|  |             |
|  | Tsaagan     |
|  |             |
|  | Linheraptor |
|  |             |

|  | Velociraptor |
|  |              |
|  | Itemirus     |
|  |              |

|  | Adasaurus   |
|  |             |
|  | Tsaagan     |
|  |             |
|  | Linheraptor |
|  |             |

|  | Dromaeosaurus |
|  |               |
|  | Utahraptor    |
|  |               |
|  | Achillobator  |
|  |               |

|  | Velociraptor |
|  |              |
|  | Itemirus     |
|  |              |

|  | Adasaurus   |
|  |             |
|  | Tsaagan     |
|  |             |
|  | Linheraptor |
|  |             |

|  | Velociraptor |
|  |              |
|  | Itemirus     |
|  |              |

|  | Adasaurus   |
|  |             |
|  | Tsaagan     |
|  |             |
|  | Linheraptor |
|  |             |

|  | Dromaeosaurus |
|  |               |
|  | Utahraptor    |
|  |               |
|  | Achillobator  |
|  |               |

|  | Velociraptor |
|  |              |
|  | Itemirus     |
|  |              |

|  | Adasaurus   |
|  |             |
|  | Tsaagan     |
|  |             |
|  | Linheraptor |
|  |             |

|  | Velociraptor |
|  |              |
|  | Itemirus     |
|  |              |

|  | Adasaurus   |
|  |             |
|  | Tsaagan     |
|  |             |
|  | Linheraptor |
|  |             |

|  | Dromaeosaurus |
|  |               |
|  | Utahraptor    |
|  |               |
|  | Achillobator  |
|  |               |

|  | Velociraptor |
|  |              |
|  | Itemirus     |
|  |              |

|  | Adasaurus   |
|  |             |
|  | Tsaagan     |
|  |             |
|  | Linheraptor |
|  |             |

|  | Velociraptor |
|  |              |
|  | Itemirus     |
|  |              |

|  | Adasaurus   |
|  |             |
|  | Tsaagan     |
|  |             |
|  | Linheraptor |
|  |             |

|  | Dromaeosaurus |
|  |               |
|  | Utahraptor    |
|  |               |
|  | Achillobator  |
|  |               |

|  | Microraptor      |
|  |                  |
|  | Shanag           |
|  |                  |
|  | Graciliraptor    |
|  |                  |
|  | Sinornithosaurus |
|  |                  |
|  | Hesperonychus    |
|  |                  |

|  | Saurornitholestes |
|  |                   |
|  | Atrociraptor      |
|  |                   |
|  | Bambiraptor       |
|  |                   |

|  | Velociraptor |
|  |              |
|  | Itemirus     |
|  |              |

|  | Adasaurus   |
|  |             |
|  | Tsaagan     |
|  |             |
|  | Linheraptor |
|  |             |

|  | Velociraptor |
|  |              |
|  | Itemirus     |
|  |              |

|  | Adasaurus   |
|  |             |
|  | Tsaagan     |
|  |             |
|  | Linheraptor |
|  |             |

|  | Dromaeosaurus |
|  |               |
|  | Utahraptor    |
|  |               |
|  | Achillobator  |
|  |               |

|  | Velociraptor |
|  |              |
|  | Itemirus     |
|  |              |

|  | Adasaurus   |
|  |             |
|  | Tsaagan     |
|  |             |
|  | Linheraptor |
|  |             |

|  | Velociraptor |
|  |              |
|  | Itemirus     |
|  |              |

|  | Adasaurus   |
|  |             |
|  | Tsaagan     |
|  |             |
|  | Linheraptor |
|  |             |

|  | Dromaeosaurus |
|  |               |
|  | Utahraptor    |
|  |               |
|  | Achillobator  |
|  |               |

|  | Velociraptor |
|  |              |
|  | Itemirus     |
|  |              |

|  | Adasaurus   |
|  |             |
|  | Tsaagan     |
|  |             |
|  | Linheraptor |
|  |             |

|  | Velociraptor |
|  |              |
|  | Itemirus     |
|  |              |

|  | Adasaurus   |
|  |             |
|  | Tsaagan     |
|  |             |
|  | Linheraptor |
|  |             |

|  | Dromaeosaurus |
|  |               |
|  | Utahraptor    |
|  |               |
|  | Achillobator  |
|  |               |

|  | Velociraptor |
|  |              |
|  | Itemirus     |
|  |              |

|  | Adasaurus   |
|  |             |
|  | Tsaagan     |
|  |             |
|  | Linheraptor |
|  |             |

|  | Velociraptor |
|  |              |
|  | Itemirus     |
|  |              |

|  | Adasaurus   |
|  |             |
|  | Tsaagan     |
|  |             |
|  | Linheraptor |
|  |             |

|  | Dromaeosaurus |
|  |               |
|  | Utahraptor    |
|  |               |
|  | Achillobator  |
|  |               |

|  | Saurornitholestes |
|  |                   |
|  | Atrociraptor      |
|  |                   |
|  | Bambiraptor       |
|  |                   |

|  | Velociraptor |
|  |              |
|  | Itemirus     |
|  |              |

|  | Adasaurus   |
|  |             |
|  | Tsaagan     |
|  |             |
|  | Linheraptor |
|  |             |

|  | Velociraptor |
|  |              |
|  | Itemirus     |
|  |              |

|  | Adasaurus   |
|  |             |
|  | Tsaagan     |
|  |             |
|  | Linheraptor |
|  |             |

|  | Dromaeosaurus |
|  |               |
|  | Utahraptor    |
|  |               |
|  | Achillobator  |
|  |               |

|  | Velociraptor |
|  |              |
|  | Itemirus     |
|  |              |

|  | Adasaurus   |
|  |             |
|  | Tsaagan     |
|  |             |
|  | Linheraptor |
|  |             |

|  | Velociraptor |
|  |              |
|  | Itemirus     |
|  |              |

|  | Adasaurus   |
|  |             |
|  | Tsaagan     |
|  |             |
|  | Linheraptor |
|  |             |

|  | Dromaeosaurus |
|  |               |
|  | Utahraptor    |
|  |               |
|  | Achillobator  |
|  |               |

|  | Velociraptor |
|  |              |
|  | Itemirus     |
|  |              |

|  | Adasaurus   |
|  |             |
|  | Tsaagan     |
|  |             |
|  | Linheraptor |
|  |             |

|  | Velociraptor |
|  |              |
|  | Itemirus     |
|  |              |

|  | Adasaurus   |
|  |             |
|  | Tsaagan     |
|  |             |
|  | Linheraptor |
|  |             |

|  | Dromaeosaurus |
|  |               |
|  | Utahraptor    |
|  |               |
|  | Achillobator  |
|  |               |

|  | Velociraptor |
|  |              |
|  | Itemirus     |
|  |              |

|  | Adasaurus   |
|  |             |
|  | Tsaagan     |
|  |             |
|  | Linheraptor |
|  |             |

|  | Velociraptor |
|  |              |
|  | Itemirus     |
|  |              |

|  | Adasaurus   |
|  |             |
|  | Tsaagan     |
|  |             |
|  | Linheraptor |
|  |             |

|  | Dromaeosaurus |
|  |               |
|  | Utahraptor    |
|  |               |
|  | Achillobator  |
|  |               |

|  | Rahonavis |
|  | |
|  | \| \| Unenlagia \| \| \| \| \| \| Unenlagia? paynemili \| \| \| \| \| \| Neuquenraptor \| \| \| \| \| \| Austroraptor \| \| \| \| \| \| Buitreraptor \| \| \| \| |
|  | |
|  | Unenlagia |
|  | |
|  | Unenlagia? paynemili |
|  | |
|  | Neuquenraptor |
|  | |
|  | Austroraptor |
|  | |
|  | Buitreraptor |
|  | |

|  | Unenlagia            |
|  |                      |
|  | Unenlagia? paynemili |
|  |                      |
|  | Neuquenraptor        |
|  |                      |
|  | Austroraptor         |
|  |                      |
|  | Buitreraptor         |
|  |                      |

|  | Microraptor      |
|  |                  |
|  | Shanag           |
|  |                  |
|  | Graciliraptor    |
|  |                  |
|  | Sinornithosaurus |
|  |                  |
|  | Hesperonychus    |
|  |                  |

|  | Saurornitholestes |
|  |                   |
|  | Atrociraptor      |
|  |                   |
|  | Bambiraptor       |
|  |                   |

|  | Velociraptor |
|  |              |
|  | Itemirus     |
|  |              |

|  | Adasaurus   |
|  |             |
|  | Tsaagan     |
|  |             |
|  | Linheraptor |
|  |             |

|  | Velociraptor |
|  |              |
|  | Itemirus     |
|  |              |

|  | Adasaurus   |
|  |             |
|  | Tsaagan     |
|  |             |
|  | Linheraptor |
|  |             |

|  | Dromaeosaurus |
|  |               |
|  | Utahraptor    |
|  |               |
|  | Achillobator  |
|  |               |

|  | Velociraptor |
|  |              |
|  | Itemirus     |
|  |              |

|  | Adasaurus   |
|  |             |
|  | Tsaagan     |
|  |             |
|  | Linheraptor |
|  |             |

|  | Velociraptor |
|  |              |
|  | Itemirus     |
|  |              |

|  | Adasaurus   |
|  |             |
|  | Tsaagan     |
|  |             |
|  | Linheraptor |
|  |             |

|  | Dromaeosaurus |
|  |               |
|  | Utahraptor    |
|  |               |
|  | Achillobator  |
|  |               |

|  | Velociraptor |
|  |              |
|  | Itemirus     |
|  |              |

|  | Adasaurus   |
|  |             |
|  | Tsaagan     |
|  |             |
|  | Linheraptor |
|  |             |

|  | Velociraptor |
|  |              |
|  | Itemirus     |
|  |              |

|  | Adasaurus   |
|  |             |
|  | Tsaagan     |
|  |             |
|  | Linheraptor |
|  |             |

|  | Dromaeosaurus |
|  |               |
|  | Utahraptor    |
|  |               |
|  | Achillobator  |
|  |               |

|  | Velociraptor |
|  |              |
|  | Itemirus     |
|  |              |

|  | Adasaurus   |
|  |             |
|  | Tsaagan     |
|  |             |
|  | Linheraptor |
|  |             |

|  | Velociraptor |
|  |              |
|  | Itemirus     |
|  |              |

|  | Adasaurus   |
|  |             |
|  | Tsaagan     |
|  |             |
|  | Linheraptor |
|  |             |

|  | Dromaeosaurus |
|  |               |
|  | Utahraptor    |
|  |               |
|  | Achillobator  |
|  |               |

|  | Saurornitholestes |
|  |                   |
|  | Atrociraptor      |
|  |                   |
|  | Bambiraptor       |
|  |                   |

|  | Velociraptor |
|  |              |
|  | Itemirus     |
|  |              |

|  | Adasaurus   |
|  |             |
|  | Tsaagan     |
|  |             |
|  | Linheraptor |
|  |             |

|  | Velociraptor |
|  |              |
|  | Itemirus     |
|  |              |

|  | Adasaurus   |
|  |             |
|  | Tsaagan     |
|  |             |
|  | Linheraptor |
|  |             |

|  | Dromaeosaurus |
|  |               |
|  | Utahraptor    |
|  |               |
|  | Achillobator  |
|  |               |

|  | Velociraptor |
|  |              |
|  | Itemirus     |
|  |              |

|  | Adasaurus   |
|  |             |
|  | Tsaagan     |
|  |             |
|  | Linheraptor |
|  |             |

|  | Velociraptor |
|  |              |
|  | Itemirus     |
|  |              |

|  | Adasaurus   |
|  |             |
|  | Tsaagan     |
|  |             |
|  | Linheraptor |
|  |             |

|  | Dromaeosaurus |
|  |               |
|  | Utahraptor    |
|  |               |
|  | Achillobator  |
|  |               |

|  | Velociraptor |
|  |              |
|  | Itemirus     |
|  |              |

|  | Adasaurus   |
|  |             |
|  | Tsaagan     |
|  |             |
|  | Linheraptor |
|  |             |

|  | Velociraptor |
|  |              |
|  | Itemirus     |
|  |              |

|  | Adasaurus   |
|  |             |
|  | Tsaagan     |
|  |             |
|  | Linheraptor |
|  |             |

|  | Dromaeosaurus |
|  |               |
|  | Utahraptor    |
|  |               |
|  | Achillobator  |
|  |               |

|  | Velociraptor |
|  |              |
|  | Itemirus     |
|  |              |

|  | Adasaurus   |
|  |             |
|  | Tsaagan     |
|  |             |
|  | Linheraptor |
|  |             |

|  | Velociraptor |
|  |              |
|  | Itemirus     |
|  |              |

|  | Adasaurus   |
|  |             |
|  | Tsaagan     |
|  |             |
|  | Linheraptor |
|  |             |

|  | Dromaeosaurus |
|  |               |
|  | Utahraptor    |
|  |               |
|  | Achillobator  |
|  |               |

|  | Microraptor      |
|  |                  |
|  | Shanag           |
|  |                  |
|  | Graciliraptor    |
|  |                  |
|  | Sinornithosaurus |
|  |                  |
|  | Hesperonychus    |
|  |                  |

|  | Saurornitholestes |
|  |                   |
|  | Atrociraptor      |
|  |                   |
|  | Bambiraptor       |
|  |                   |

|  | Velociraptor |
|  |              |
|  | Itemirus     |
|  |              |

|  | Adasaurus   |
|  |             |
|  | Tsaagan     |
|  |             |
|  | Linheraptor |
|  |             |

|  | Velociraptor |
|  |              |
|  | Itemirus     |
|  |              |

|  | Adasaurus   |
|  |             |
|  | Tsaagan     |
|  |             |
|  | Linheraptor |
|  |             |

|  | Dromaeosaurus |
|  |               |
|  | Utahraptor    |
|  |               |
|  | Achillobator  |
|  |               |

|  | Velociraptor |
|  |              |
|  | Itemirus     |
|  |              |

|  | Adasaurus   |
|  |             |
|  | Tsaagan     |
|  |             |
|  | Linheraptor |
|  |             |

|  | Velociraptor |
|  |              |
|  | Itemirus     |
|  |              |

|  | Adasaurus   |
|  |             |
|  | Tsaagan     |
|  |             |
|  | Linheraptor |
|  |             |

|  | Dromaeosaurus |
|  |               |
|  | Utahraptor    |
|  |               |
|  | Achillobator  |
|  |               |

|  | Velociraptor |
|  |              |
|  | Itemirus     |
|  |              |

|  | Adasaurus   |
|  |             |
|  | Tsaagan     |
|  |             |
|  | Linheraptor |
|  |             |

|  | Velociraptor |
|  |              |
|  | Itemirus     |
|  |              |

|  | Adasaurus   |
|  |             |
|  | Tsaagan     |
|  |             |
|  | Linheraptor |
|  |             |

|  | Dromaeosaurus |
|  |               |
|  | Utahraptor    |
|  |               |
|  | Achillobator  |
|  |               |

|  | Velociraptor |
|  |              |
|  | Itemirus     |
|  |              |

|  | Adasaurus   |
|  |             |
|  | Tsaagan     |
|  |             |
|  | Linheraptor |
|  |             |

|  | Velociraptor |
|  |              |
|  | Itemirus     |
|  |              |

|  | Adasaurus   |
|  |             |
|  | Tsaagan     |
|  |             |
|  | Linheraptor |
|  |             |

|  | Dromaeosaurus |
|  |               |
|  | Utahraptor    |
|  |               |
|  | Achillobator  |
|  |               |

|  | Saurornitholestes |
|  |                   |
|  | Atrociraptor      |
|  |                   |
|  | Bambiraptor       |
|  |                   |

|  | Velociraptor |
|  |              |
|  | Itemirus     |
|  |              |

|  | Adasaurus   |
|  |             |
|  | Tsaagan     |
|  |             |
|  | Linheraptor |
|  |             |

|  | Velociraptor |
|  |              |
|  | Itemirus     |
|  |              |

|  | Adasaurus   |
|  |             |
|  | Tsaagan     |
|  |             |
|  | Linheraptor |
|  |             |

|  | Dromaeosaurus |
|  |               |
|  | Utahraptor    |
|  |               |
|  | Achillobator  |
|  |               |

|  | Velociraptor |
|  |              |
|  | Itemirus     |
|  |              |

|  | Adasaurus   |
|  |             |
|  | Tsaagan     |
|  |             |
|  | Linheraptor |
|  |             |

|  | Velociraptor |
|  |              |
|  | Itemirus     |
|  |              |

|  | Adasaurus   |
|  |             |
|  | Tsaagan     |
|  |             |
|  | Linheraptor |
|  |             |

|  | Dromaeosaurus |
|  |               |
|  | Utahraptor    |
|  |               |
|  | Achillobator  |
|  |               |

|  | Velociraptor |
|  |              |
|  | Itemirus     |
|  |              |

|  | Adasaurus   |
|  |             |
|  | Tsaagan     |
|  |             |
|  | Linheraptor |
|  |             |

|  | Velociraptor |
|  |              |
|  | Itemirus     |
|  |              |

|  | Adasaurus   |
|  |             |
|  | Tsaagan     |
|  |             |
|  | Linheraptor |
|  |             |

|  | Dromaeosaurus |
|  |               |
|  | Utahraptor    |
|  |               |
|  | Achillobator  |
|  |               |

|  | Velociraptor |
|  |              |
|  | Itemirus     |
|  |              |

|  | Adasaurus   |
|  |             |
|  | Tsaagan     |
|  |             |
|  | Linheraptor |
|  |             |

|  | Velociraptor |
|  |              |
|  | Itemirus     |
|  |              |

|  | Adasaurus   |
|  |             |
|  | Tsaagan     |
|  |             |
|  | Linheraptor |
|  |             |

|  | Dromaeosaurus |
|  |               |
|  | Utahraptor    |
|  |               |
|  | Achillobator  |
|  |               |

## Levenswijze

### Leefgebied
Het leefgebied van Deinonychus kende een vrij warm en droog klimaat met een kort nat seizoen. Het landschap was schaars begroeid met een afwisseling van rivierbossen en varenweiden in de rivierdalen, en halfopen bosschages op heuvelruggen. Deinonychus is nog steeds de grootste bekende theropode uit de Cloverlyformatie. De verreweg meest voorkomende planteneter was getuige de fossielen Tenontosaurus, die overigens pas door Ostrom officieel benoemd zou worden in verband met de vondst van Deinonychus. Er was een tweede maar veel zeldzamere basale euornithopode in de habitat aanwezig: Zephyrosaurus. Een derde plantenetende ornithischiër was de gepantserde nodosauride Sauropelta. Fragmenten wijzen op een veel grotere herbivoor en zijn toegeschreven aan de titanosauriform Pleurocoelus wat eigenlijk een verzamelnaam is voor onduidelijke resten van Titanosauriformes uit het Onder-Krijt van Noord-Amerika.

### Jachttactiek

#### OstromsDeinonychus: een groepsdier

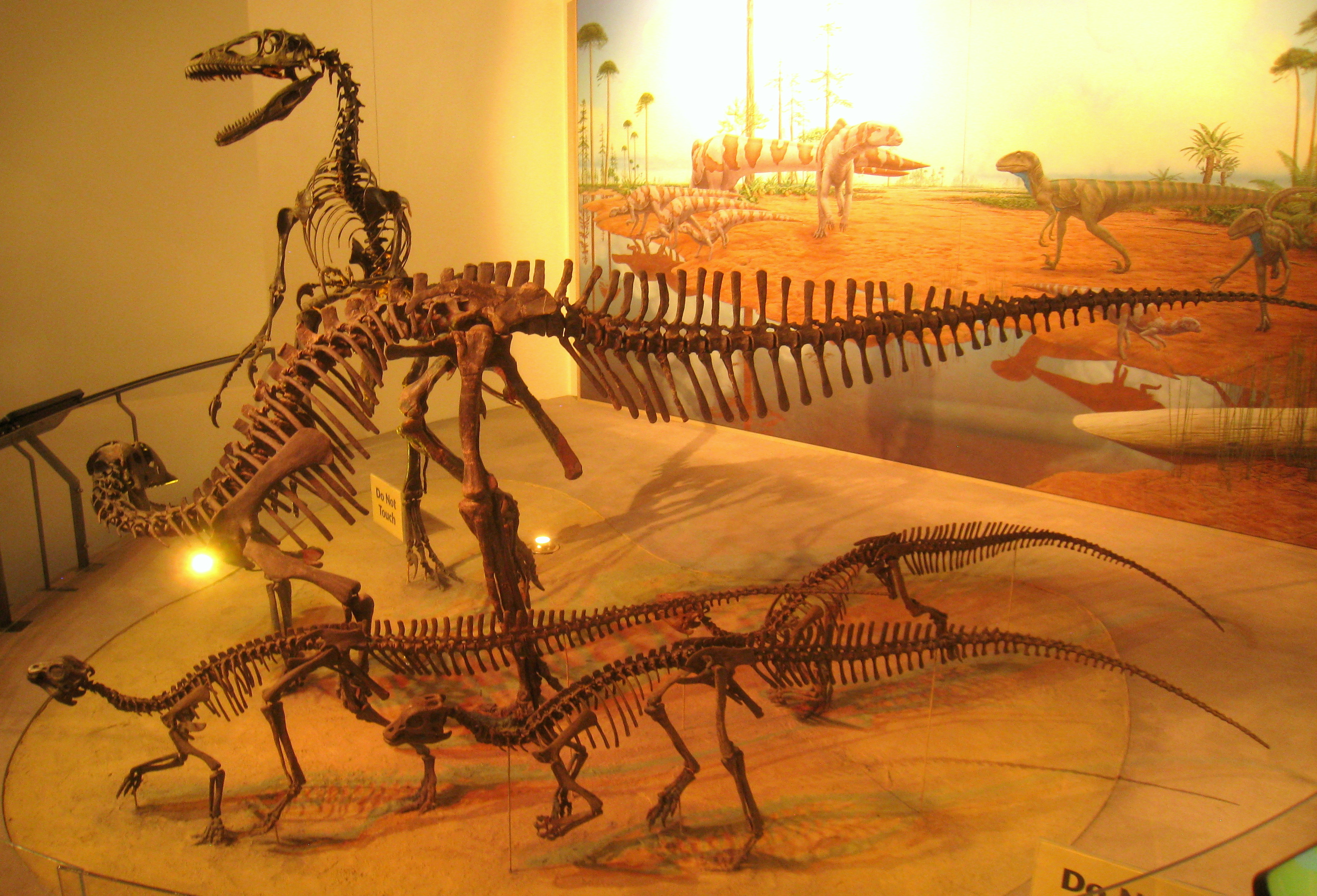
Het klassieke tafereel waarin Tenontosaurus door Deinonychus wordt aangevallen

Aangezien de reusachtige sauropode Pleurocoelus duidelijk een maatje te groot was voor Deinonychus, nam Ostrom aan dat de beschikbare prooimassa in Tenontosaurus geconcentreerd was. Deinonychus zou een speciale jachttactiek gebruikt moeten hebben om het nog steeds veel grotere dier te doden. De dromaeosauride zou zijn prooi van de zijkant besprongen hebben om zich met zijn lange vingers en handklauwen aan diens rug vast te klampen. Zo hangend zou hij met de achterpoot de sikkelklauw hoog in diens zijde gedreven hebben en daarna met trappende bewegingen het buikvlies van zijn slachtoffer van boven naar beneden opengescheurd totdat de ingewanden uit de buikholte vielen. Het massale bloedverlies en de resulterende shock, de pijn en angst zouden de prooi daarna snel hebben uitgeschakeld.
Het risico van zo'n aanval kon aanzienlijk worden verminderd door met meerdere individuen samen te werken. Ostrom dacht dat Deinonychus vergelijkbaar met de tegenwoordige wolf in jachtgroepen zou hebben kunnen jagen. Dat verbetert het vermogen de prooi op te sporen, maakt het mogelijk hinderlagen te leggen, vereenvoudigt het opjagen van kudden en het isoleren van zwakke individuen en maakt voor een individuele aanvaller de kans kleiner dat hij het zal zijn die door het verzet van de prooi gewond raakt. Het nadeel is dat de buit ook met meerderen gedeeld moet worden maar juist bij een groot prooidier zal er voldoende vlees zijn om allen te verzadigen voordat het kadaver wegrot. Paul berekende in 1988 dat een groep van tien deinonychi van zeventig kilo ieder, zich elf dagen had kunnen voeden uit één gedode tenontosaurus van vierhonderd kilogram. Het leven in jachtgroepen zou allerlei verdere consequenties gehad hebben voor het gedrag van de soort en veel voordelen met zich mee hebben gebracht zoals het kunnen verdedigen van een groter territorium en het vergemakkelijken van broedzorg.
Ostrom dacht dat hij direct bewijs voor zo'n levenswijze gevonden had in in de concentratie van deinonychusbotten rond tenontosaurusresten. Niet alleen zou zo'n opeenhoping het eenvoudigst te verklaren zijn door aan te nemen dat er in groepen geleefd werd, maar de vindplaats zelf zou als het ware een gefossiliseerde jachtscène zijn geweest waarin een zich duchtig werende tenontosaurus, specimen YPM 5466, stierf te midden van zijn dodelijk verwonde belagers die zo hun beenderen aan de zijne toevoegden. Deze romantische schildering van de gebeurtenissen inspireerde vele paleontologisch illustratoren waarvan de eerste, Burt Silverman, het tafereel in 1972 vastlegde. Dit zou gevolgd worden door tientallen boekillustraties, verschillende postzegels en zelfs hele beeldengroepen. Het bespringen door een roedel deinonychi van een tenontosaurus werd zo een klassiek thema in de verbeelding van de Oertijd.

#### Het moderne alternatief:Deinonychuswas een solitaire jager

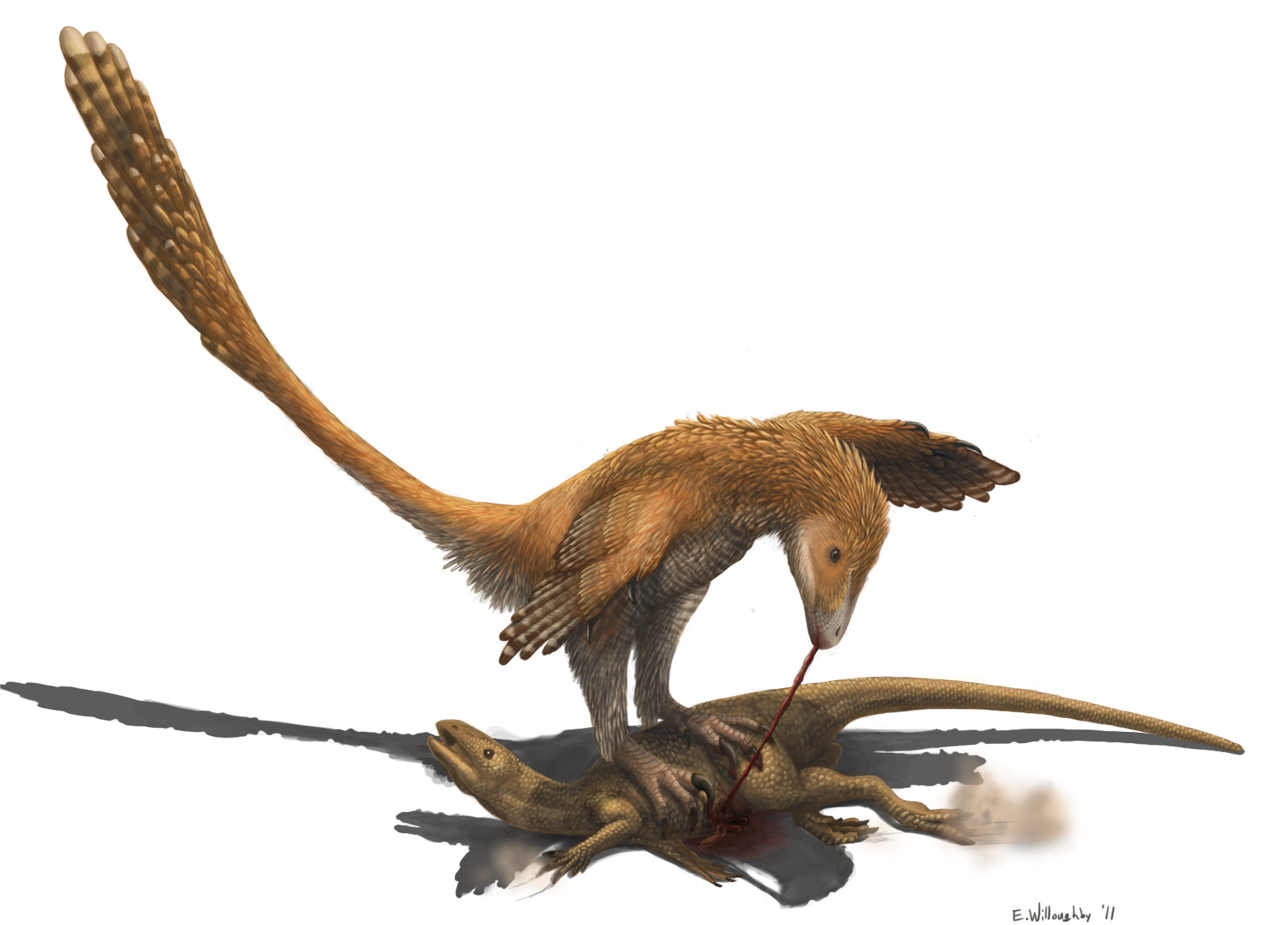
Volgens Fowler dienden de sikkelklauwen om een prooi tegen de bodem te pennen

Nog midden jaren negentig probeerde Ostrom dit beeld verder met gegevens uit de nieuwe opgravingen door Maxwell te ondersteunen en ook Brinkman meldde in 1998 specimen OMNH 50268 in nauw verband met een tenontosaurusskelet. Toen was er echter ondertussen al flinke twijfel gerezen over het waarheidsgehalte van het scenario. Een eerste probleem was dat het een hoge uitzondering is dat het gedrag van dieren gefossiliseerd wordt. Het beroemde fossiel dat een velociraptor en protoceratops in gevecht toont, is juist daarom zo befaamd dat zulke vondsten zeer zeldzaam zijn. In het laatste geval zijn de dieren in hun handeling gefixeerd doordat een ineenstortend duin ze bedolf. De vindplaats in Montana is echter door een overstroming ontstaan waarbij de botten door dezelfde modderstroom zijn meegevoerd die ze zou bedekken. De meest waarschijnlijke doodsoorzaak is dan die overstroming zelf. Hoogstens zal een al bestaande opeenhoping van beenderen verder met modder bedekt zijn maar die zal zich dan geleidelijk hebben opgebouwd doordat dieren stierven bij een drenkplaats of hun botten door een grote theropode op een afvalhoop werden gegooid.

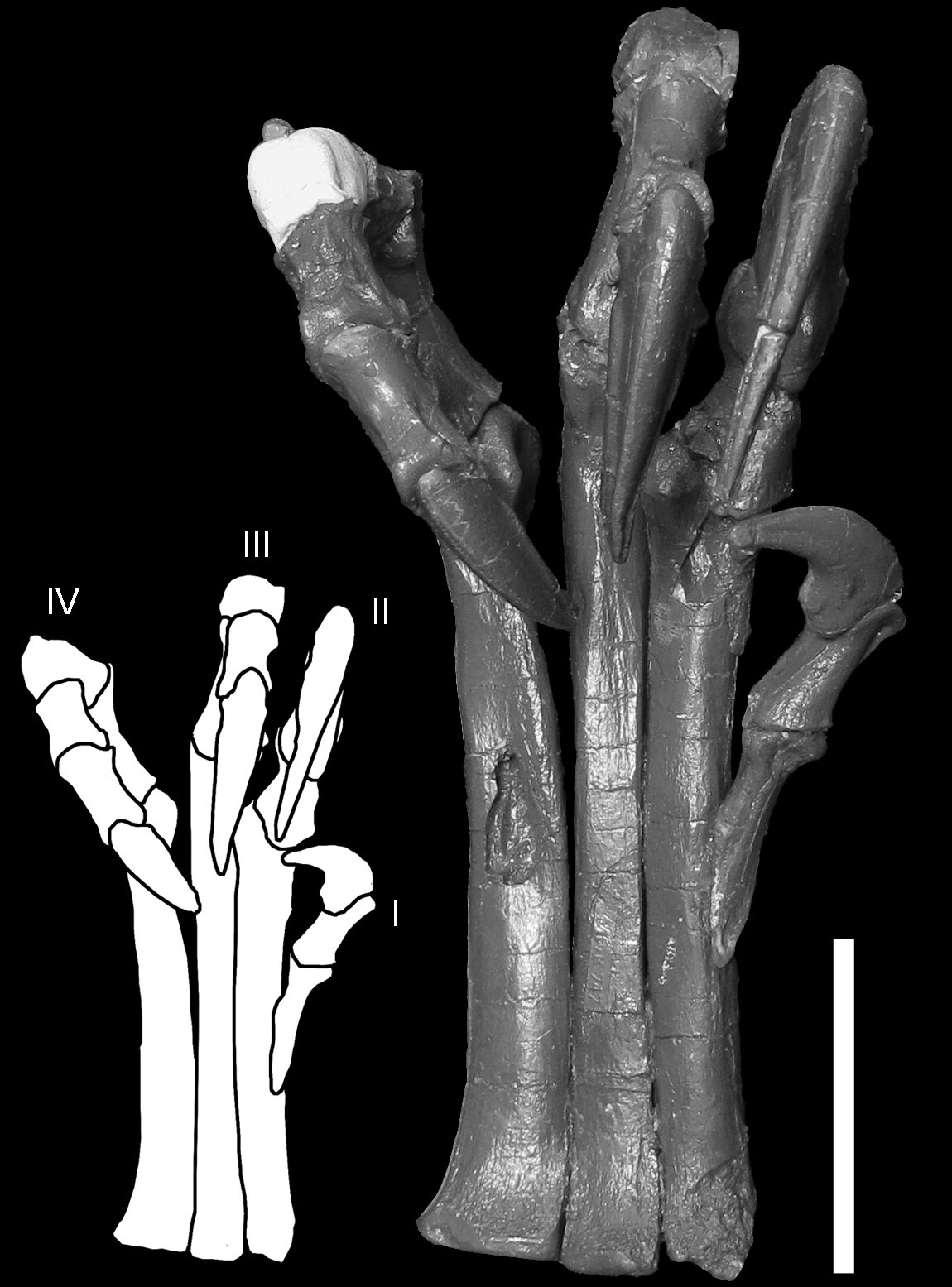
De maximale buiging van de tenen

Ook de groeiende kennis over de anatomie van Deinonychus leverde argumenten op tegen Ostroms hypothese. Eind jaren negentig werd begrepen dat de armen van theropoden geen pronatie toestonden. De onderarmen konden dus niet zo geroteerd worden dat de handpalmen naar voren wezen; ze stonden altijd naar elkaar gericht. Dat zou het onmogelijk gemaakt hebben met de vingers als enterhaken aan de rug van de prooi te gaan hangen. Tevens bleek dat de werking van de beruchte sikkelklauw toch anders en beperkter was dan gedacht. Dinosauriërs hadden dikke huiden, beschermd door schubben en verstevigd door grotere hoornplaten of soms beenplaten. Experimenten door Philip Manning e.a. met een aluminium klauw bewogen door een mechanisch been toonden in 2006 aan dat een klauw als van Deinonychus moeite had zelfs maar een varkenshuid te doorboren en dat wegens het ontbreken van een echt snijvlak aan de binnenrand het teweegbrengen van lange gapende wonden uitgesloten moet worden geacht. Het lukte in de opstelling niet om de pantserplaten van een krokodillenhuid te doorboren. De klauwen waren kennelijk geoptimaliseerd in het toebrengen van maximaal vijf centimeter diepe steekwonden aan wat kleinere dieren. Vermoedelijk waren daarbij slagaders en zenuwbanen het doelwit en probeerde de aanvaller de keel, de ruggengraat of het hart te raken. Manning stelde overigens ook dat de sikkelklauwen als stijgijzers gebruikt hadden kunnen worden om in een grotere prooi te klimmen en zo diens vitale delen te bereiken. In 2011 gaf Denver Fowler een alternatieve functie: de klauwen zouden nuttig geweest zijn om een kleinere prooi tegen de grond te pennen, waarna de kaken die konden verscheuren. De vleugels zouden daarbij klapwiekend voor stabilisatie gezorgd hebben en dit zou een essentiële fase geweest zijn in de ontwikkeling van de vogelvlucht. In 2024 concludeerde een studie naar de beweeglijkheid van de pootgewrichten dat de sikkelklauw vermoedelijk een stekende functie had.
Een laatste bezwaar ligt hem in het feit dat bestaande Archosauria, de krokodilachtigen en de vogels, slechts zeer zelden samenwerken in de jacht. Alleen speciaal en ondubbelzinnig bewijs zou tot de conclusie mogen leiden dat dit voor een bepaalde soort anders lag en dat is bij Deinonychus nog niet gevonden, slechts indirecte aanwijzingen. Brian Roach wees er in een studie uit 2007 op dat zelfs onder zoogdieren jachtgroepen beperkt blijven tot enkele soorten en dat de vindplaats eerder het gevolg zal zijn geweest van solitaire deinonychi die met elkaar om een karkas van Tenontosaurus vochten tot de dood erop volgde waarna ook de verliezers verorberd werden. Roach veronderstelde ook dat Deinonychus een speciale dreighouding kon aannemen om concurrenten af te schrikken: het dier zou daartoe de bek hebben opengesperd, zijn veren opgezet, de staart recht omhoog geheven en de sikkelklauwen opgetrokken.
In 2007 werd door Parsons & Parsons direct bewijs gemeld over het dieet van Deinonychus in de vorm van twee gefossiliseerde maaginhouden. Daarin bleken vele kleine botjes aanwezig te zijn die kennelijk verpulverd waren door gastrolieten, maagstenen, en die voornamelijk afkomstig waren van kleinere prooien waaronder een vogel.

#### De bijdrage van kaken, klauwen en snelheid aan het jachtgedrag
De aandacht heeft zich in het recente onderzoek van de sikkelklauw naar de andere aanvalsmiddelen van Deinonychus verplaatst: zijn handklauwen en kaken. Toen de sikkelklauw nog als het allesbepalende wapen werd gezien, deed men het vaak voorkomen of het gebit slechts diende om het vlees van de botten van het kadaver te schrapen. Men dacht ook dat de kop vrij breed was en de naar achteren staande tanden zouden gediend hebben om een zo groot mogelijke homp weefsel los te rukken. Tegenwoordig ziet men de schedel van Deinonychus meer als sterk gespecialiseerd in de normale jachttactiek van de theropoden: het toebrengen van verwondingen aan het oppervlak van de prooi door deze met een schampende beweging van de kaak te raken. De relatieve grootte ten opzichte van het hele lichaam, de langgerekte vorm en de grote, fijn gekartelde, tanden zouden de wond per aanval zo lang en diep mogelijk hebben gemaakt. De schuine stand van de tanden zou niet gediend hebben om zich in het vlees vast te zetten maar om het weefsel omhoog te trekken en zo de snijwond nog te verdiepen.

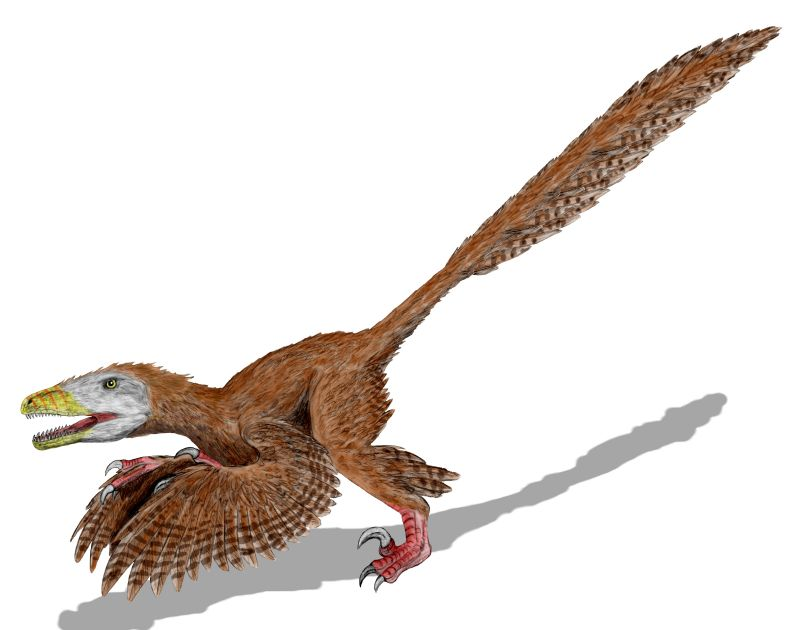
Een aanval met de handen zou de slagpennen naar voren richten

In 2005 berekende François Therrien de bijtkracht van Deinonychus door middel van een mathematisch model van de sterkte van de schedel en de spieren. Deze zou vrij laag zijn, niet meer dan 15% van die van een alligator van hetzelfde gewicht. In 2010 echter publiceerde Paul Gignac een studie waarin de bijtkracht werd berekend op basis van bijtsporen op een bot van Tenontosaurus. Die bleken erg diep te zijn; vaak werd de hele botwand doorbeten wat een kracht van tussen de 4100 en 8200 newton vergt, ongeveer het viervoudige van wat Therrien had berekend. Als Gignacs cijfers de juiste zijn, waren de kaken van Deinonychus vervaarlijke wapens hoewel hij beklemtoonde dat ze vermoedelijk niet regelmatig gebruikt werden om botten te kraken. Het is echter de vraag of de tandafdrukken inderdaad van Deinonychus zijn; wellicht stammen ze van een grotere theropode.
Omdat door de onmogelijkheid de hand te proneren, een klauwende aanval uitgesloten lijkt, suggereerde Kenneth Carpenter in 2002 dat de handklauwen gebruikt werden om de prooi te grijpen. Dat de hand naar huidige inzichten voorzien was van lange slagpennen maakt deze functie echter problematisch, vooral omdat die door de strekking van de hand naar voren zouden worden gericht, recht naar de prooi toe. In 2001 stelde Alan Gishlick echter dat de veren niet beschadigd zouden worden indien een kleinere prooi tussen beide handpalmen werd geklemd. Volgens een studie van Philip Senter uit 2006 zouden de kleinste voedseldeeltjes door de derde vinger gegrepen kunnen worden; deze draagt namelijk geen veren en was in staat bij een buiging van de hele hand naar de handpalm te krommen.
Hoewel hij Deinonychus oorspronkelijk had voorgesteld als een zeer snelle jager, besefte Ostrom al in 1976 dat de tamelijk korte voet die specimen MCZ 4371 liet zien, met een lengte van maar 48% van het onderbeen, betekende dat het dier geen gespecialiseerde hardloper was. De middenvoet zou snelheid aan stevigheid hebben opgeofferd om de sikkelklauw beter te kunnen ondersteunen. De voet is overigens ook vrij breed ter compensatie van het feit dat Deinonychus op de derde en vierde teen alleen liep. Dit alles impliceert niet dat de soort erg langzaam was; voetsporen van dromaeosauriden wijzen op een stappende gang van tien kilometer per uur en voluit rennend moet een snelheid van ruim veertig kilometer per uur zeker gehaald kunnen zijn.

### Voortplanting

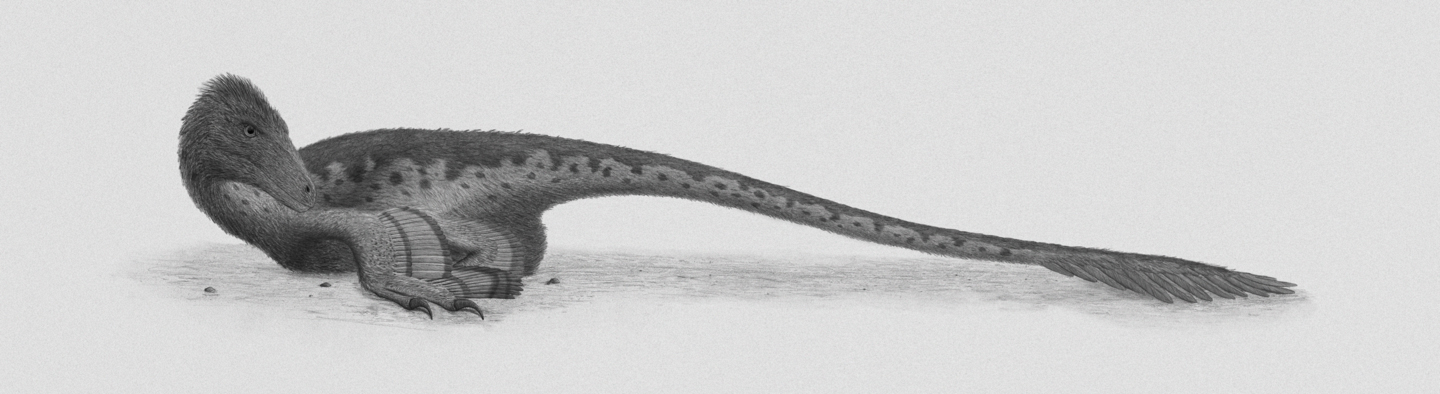
Een broedend wijfje van Deinonychus

Lange tijd werd gedacht dat er geen eieren of broedkolonies van Deinonychus bekend waren. In 2000 echter onthulden Gerald Grellet-Tinner en Peter Makovicky dat bij de oorspronkelijke vondst van Brown ook een groot aantal eierresten was inbegrepen, iets wat Ostrom ontgaan was. Deze eierschalen lagen daarbij ten dele tegen buikribben aan, die Ostrom voor staartwerveluitsteeksels had aangezien. Het verband tussen eieren en buikholte suggereert de mogelijkheid dat het hier om een broedend individu gaat dat op haar nest eieren omgekomen en gefossiliseerd is. De eieren zijn in ieder geval van het maniraptore type met een gelaagde dubbele kalkschaal en de eerste waarvoor er zo duidelijke aanwijzingen zijn voor een dromaeosauride herkomst. In detailstructuur zouden ze meer overeenkomsten hebben met de eieren van de Oviraptoridae dan met die van de Troodontidae, twee verwante groepen waarvoor ook eieren bekend zijn. Aangezien vogels eieren hebben van het troödontide type, zou dit een, zij het zwakke, aanwijzing zijn dat Avialae en Troodontidae een klade vormen waar de Dromaeosauridae buiten vielen. De afmetingen en vorm van het ei konden niet gereconstrueerd worden vanuit de eierschalen maar de wijdte van het bekkenkanaal duidt op een maximale doorsnede van zo'n zeven centimeter; de dikte van de eierschaal, die met de grootte samenhangt, komt hiermee overeen. Vermoedelijk waren de eieren daarbij nogal langwerpig. Het broeden op zich is weer een aanwijzing voor warmbloedigheid; wellicht hielden de vleugels mede de eieren warm.

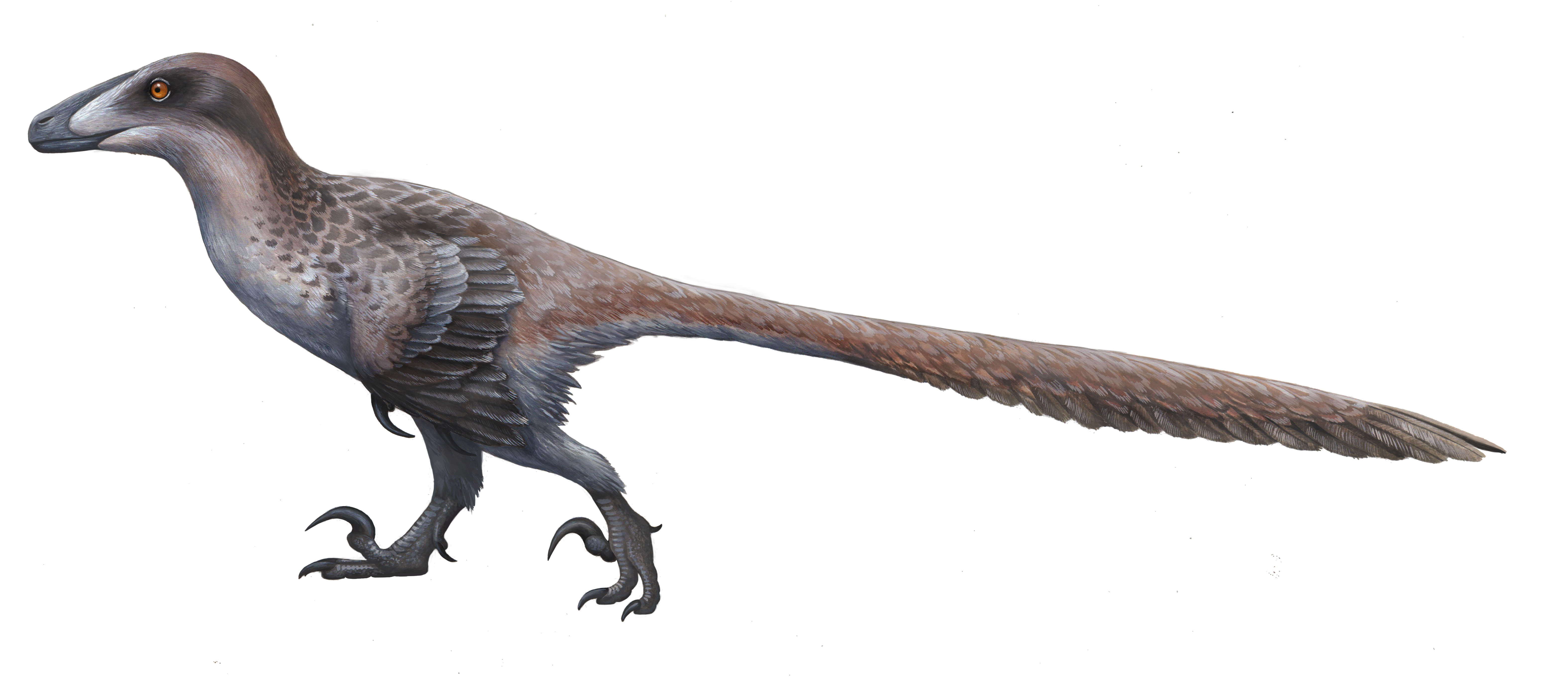
Het is mogelijk dat de jongen van Deinonychus een vermogen hadden dat past bij het vogelachtige uiterlijk: dat tot vliegen

Het broedende wijfje was volgens later botonderzoek dertien of veertien jaar oud en volledig uitgegroeid. Dat laatste wijst erop dat Deinonychus een duidelijke groeistop kende, net als de vogels en zoogdieren, maar anders dan meer basale reptielen. Specimen MOR 1178 heeft groeiringen waaruit af te leiden valt dat die stop zich op het elfde of twaalfde jaar voordeed. Heel jonge exemplaren zijn niet bekend maar onvolgroeide dieren laten zien dat tijdens de groei de kromming van de klauwen afnam en de armen relatief korter werden. De jonge dieren zouden met hun krommere klauwen beter in bomen hebben kunnen klimmen. Hoewel de vleugels van een volwassen Deinonychus veel te kort waren om van een willekeurige hoogte een veilige glijvlucht uit te voeren, zou dat voor kleinste exemplaren anders geweest zijn. Doordat het opperarmbeen relatief mobiel was en een hoge heffing van de vleugel toestond en daarbij voorzien was van een robuuste deltopectorale kam voor het aandrijven van de vleugel door sterke borstspieren, is zelfs een simpele klappende vlucht denkbaar. Fowler stelde in 2011 dat een beginnend vermogen tot het klappen met de vleugels zich zou hebben ontwikkeld om het evenwicht te bewaren tijdens het bedwingen van een prooi met de sikkelklauwen, het zogenaamde stability flapping.
In 2015 werd een studie gepubliceerd over het jonge specimen MCZ 8791 waarvan de leeftijd op één à twee jaar geschat werd. Vergelijking met volwassen exemplaren wees uit dat jongen relatief grote koppen hadden — zij het met tamelijk korte onderkaken — en lange armen en achterpoten. Het gewicht van het individu werd geschat op tussen de 6,95 tot 8,70 kilogram. Dat zou laag genoeg zijn geweest om te kunnen vliegen. De studie erkende dat de bouw van de dromaeosauride arm zekere beperkingen stelde aan een klappende vlucht. Door het ontbreken van een echt foramen triosseum voor de pees van de heffende borstspier, was de slagfrequentie laag; dat wordt ook bevestigd door het ontbreken van een spitse binnenhoek aan de kop van het opperarmbeen. Daarbij ontbreken op het uiteinde van het opperarmbeen de aanhechtingspunten voor de pezen van de musculus scapulotricepitis en de musculus humerotriceps, spieren die de beweging van de arm stabiliseren. Overigens heeft geen enkele basale vogel zulke aanhechtingspunten. Desalniettemin zou het vermogen tot vliegen wel aanwezig zijn geweest. Het zijdelings geplaatste schoudergewricht zou een voldoende heffing hebben mogelijk gemaakt. De grote handelementen en het reeds volledig ontwikkelde inklapsysteem van de pols stonden een rotatie toe in een boog van 190°. Bij het jonge dier was ook de processus olecrani, een uitsteeksel aan de achterkant van de bovenste ellepijp, langer en meer naar voren gericht. Dat zou de onderarm een maximale strekking gegeven hebben die precies in het verlengde van de bovenarm lag, zodat de botstructuren een ontwrichting van de arm tijdens de slag voorkwamen. De studie zag al deze kenmerken als aanpassingen om de jongen een voordeel in de mobiliteit te geven door het in staat zijn tot een eenvoudige klappende vlucht.

## Bekendheid

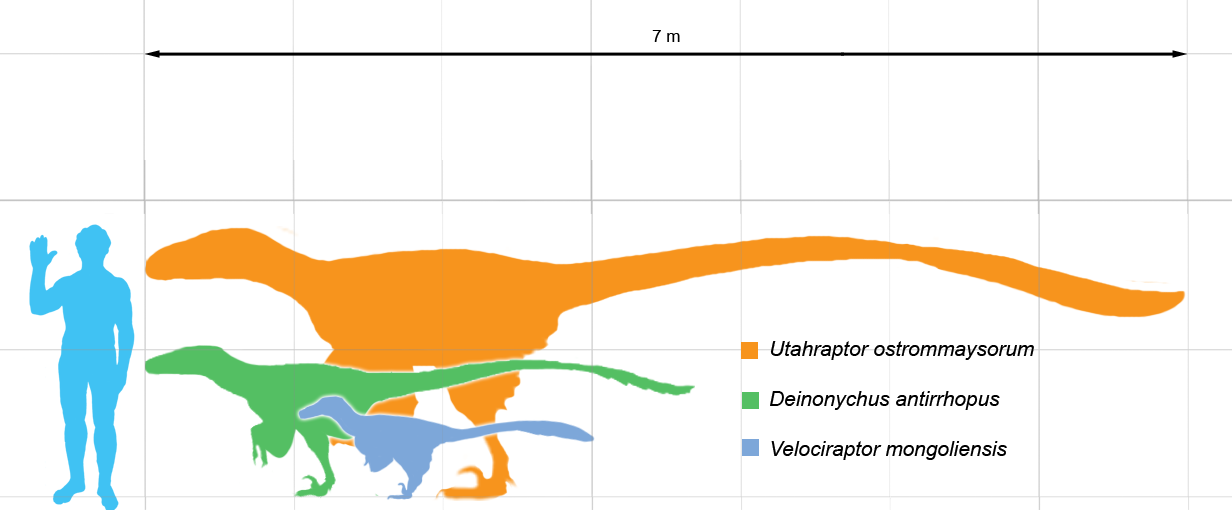
Het verschil in grootte tussen Utahraptor, Deinonychus en Velociraptor

Door de cruciale rol die Deinonychus speelde in de dinosauriërrenaissance, wordt zijn naam in alle moderne populair-wetenschappelijke boeken over dinosauriërs vermeld. Ook op zichzelf vormde hij een erg aansprekende soort wegens zijn spectaculaire sikkelklauw en door Ostrom vermoedde jachttactiek. Als gevolg van dat alles werd hij toegevoegd aan de 'dinosauriërcanon', de lijst van algemeen bekende soorten, waarop verder voornamelijk vormen prijken die veel eerder ontdekt zijn, in het begin van de twintigste eeuw (Diplodocus carnegii, Brachiosaurus, Tyrannosaurus) of nog vroeger (Iguanodon, Allosaurus, Stegosaurus, Brontosaurus, Triceratops).
Toen de Amerikaanse auteur Michael Crichton eind jaren tachtig een roman wilde schrijven gebaseerd op de moderne inzichten over dinosauriërs, Jurassic Park, maakte hij Deinonychus dan ook tot een van de hoofdrolspelers. Omdat echter in 1988 Pauls invloedrijke Predatory Dinosaurs of the World verschenen was, waarin Deinonychus onder het geslacht Velociraptor werd geschaard, besloot Crichton het dier in zijn werk Velociraptor te noemen. Het boek was een bestseller en werd bijna onmiddellijk door Steven Spielberg verfilmd. In de in 1993 uitgekomen kaskraker Jurassic Park figureerde Deinonychus opnieuw onder de naam Velociraptor, welk geslacht daardoor ook sterk aan bekendheid won. De dieren in de film zijn qua uiterlijk gemodelleerd naar Deinonychus, zeker wat de grootte betreft want de echte Velociraptor was maar twee meter lang en een halve meter hoog. Ter wille van het dramatische effect is het postuur zelfs nog vergroot, waardoor de afmetingen die van Utahraptor benaderden, een verwante vorm die in 1993 met grote ruchtbaarheid benoemd werd om een graantje van het succes mee te pikken. Behalve de omvang wijkt ook de huid van de werkelijkheid af want de dieren werden 'naakt' afgebeeld met schubben terwijl al bekend was dat ze een verenkleed hadden. Paul zelf fungeerde als paleontologisch adviseur bij de productie van de film maar het lukte hem niet om de veren toegevoegd te krijgen, puur omdat dan de kosten van de computersimulaties te hoog zouden worden.